# Städteregion Aachen
Die Städteregion Aachen (Eigenschreibweise meist StädteRegion Aachen) ist ein Kommunalverband besonderer Art im Südwesten Nordrhein-Westfalens und liegt am Dreiländereck mit den Niederlanden und Belgien. Verwaltungssitz ist Aachen.
Die Städteregion ist seit dem 21. Oktober 2009 Rechtsnachfolger des Kreises Aachen, der aufgelöst wurde und dessen neun Gemeinden mit der kreisfreien Stadt Aachen die neue Städteregion bilden. Mit der Bildung der Städteregion Aachen wird zum ersten Mal ein Regionsmodell in Nordrhein-Westfalen erprobt. In Niedersachsen existierte bereits zuvor die Region Hannover sowie im Saarland der Regionalverband Saarbrücken.

## Geographie

### Räumliche Lage
Die Städteregion Aachen besteht aus zehn Gemeinden, darunter acht Städten. Sie erstreckt sich von der Stadt Baesweiler im Norden über ca. 50 Kilometer bis zur Stadt Monschau im Süden.
Während die nördlichen und östlichen Teile der Städteregion geographisch und topographisch zu den Bördenlandschaften der Niederrheinischen Bucht gehören, dehnt sich der südliche Teil der Städteregion auf die Mittelgebirgslandschaft der Eifel aus. Im Südraum der Städteregion breitet sich der deutsch-belgische Naturpark Hohes Venn-Eifel aus. Teile des Nationalpark Eifel liegen auf Flächen der der Städteregion angehörigen Stadt Monschau und der Gemeinde Simmerath.
Die höchste Erhebung der Städteregion ist mit 658,3 m ü. NHN der Steling, an dessen Fuß das zu Monschau gehörende Dorf Mützenich liegt.

### Nachbarkreise und -provinzen
Die Städteregion Aachen grenzt, im Norden beginnend im Uhrzeigersinn, an die Kreise Heinsberg, Düren und Euskirchen, im Süden und Westen an die belgische Provinz Lüttich und im Westen an die niederländische Provinz Limburg mit der Plusregio – Parkstad Limburg.
| Zu Belgien:           | 67,7 km  |
| Zu den Niederlanden:  | 31,5 km  |
| Zum Kreis Heinsberg:  | 14,6 km  |
| Zum Kreis Düren:      | 95,4 km  |
| Zum Kreis Euskirchen: | 19,3 km  |
| Grenzen gesamt:       | 228,5 km |

### Gemeinden
In der Städteregion Aachen gibt es die zehn Gemeinden und Mitglieder Aachen, Alsdorf, Baesweiler, Eschweiler, Herzogenrath, Monschau, Roetgen, Simmerath, Stolberg (Rhld.) und Würselen, von denen acht den Titel Stadt führen. Sechs davon sind mittlere regionsangehörige Städte mit 25.000 bis 59.999 Einwohnern. Aachen ist eine Großstadt mit mehr als 100.000 Einwohnern. Sie hat gemäß dem Aachen-Gesetz eine rechtliche Sonderstellung, die ihr eingeschränkt die Rechte einer kreisfreien Stadt zugesteht.
Die Städteregion gliedert sich damit wie folgt:
| Name         | Einwohner | Fläche     | Einw./km² | Status                                           | AGS        |
| ------------ | --------- | ---------- | --------- | ------------------------------------------------ | ---------- |
| Aachen       | 262.670   | 160.85 km² | 1633      | große regionsangehörige Stadt mit Sonderstatus 1 | 05 334 002 |
| Alsdorf      | 048.810   | 031.68 km² | 1541      | mittlere regionsangehörige Stadt                 | 05 334 004 |
| Baesweiler   | 029.206   | 027.84 km² | 01049     | mittlere regionsangehörige Stadt                 | 05 334 008 |
| Eschweiler   | 057.534   | 075.75 km² | 0760      | mittlere regionsangehörige Stadt                 | 05 334 012 |
| Herzogenrath | 048.574   | 033.38 km² | 1455      | mittlere regionsangehörige Stadt                 | 05 334 016 |
| Monschau     | 012.389   | 094.60 km² | 0131      | regionsangehörige Stadt                          | 05 334 020 |
| Roetgen      | 00.8786   | 039.03 km² | 0225      | regionsangehörige Gemeinde                       | 05 334 024 |
| Simmerath    | 016.612   | 110.92 km² | 0150      | regionsangehörige Gemeinde                       | 05 334 028 |
| Stolberg     | 057.684   | 098.48 km² | 0586      | mittlere regionsangehörige Stadt                 | 05 334 032 |
| Würselen     | 040.145   | 034.39 km² | 1167      | mittlere regionsangehörige Stadt                 | 05 334 036 |
|              | 582.410   | 706.92 km² | 0824      | Städteregion Aachen                              | 05 334     |

(Einwohnerzahlen vom 31. Dezember 2024)
Die Städteregion Aachen gliedert sich grob in
- den Nordkreis Aachen (Alsdorf, Baesweiler, Herzogenrath, Würselen) als nördlichen Teil
- die Stadt Aachen als westlichen Teil
- den Raum Eschweiler-Stolberg als östlichen Teil und
- den Südkreis Aachen (Monschau, Roetgen, Simmerath) als südlichen Teil.

### Gewässer

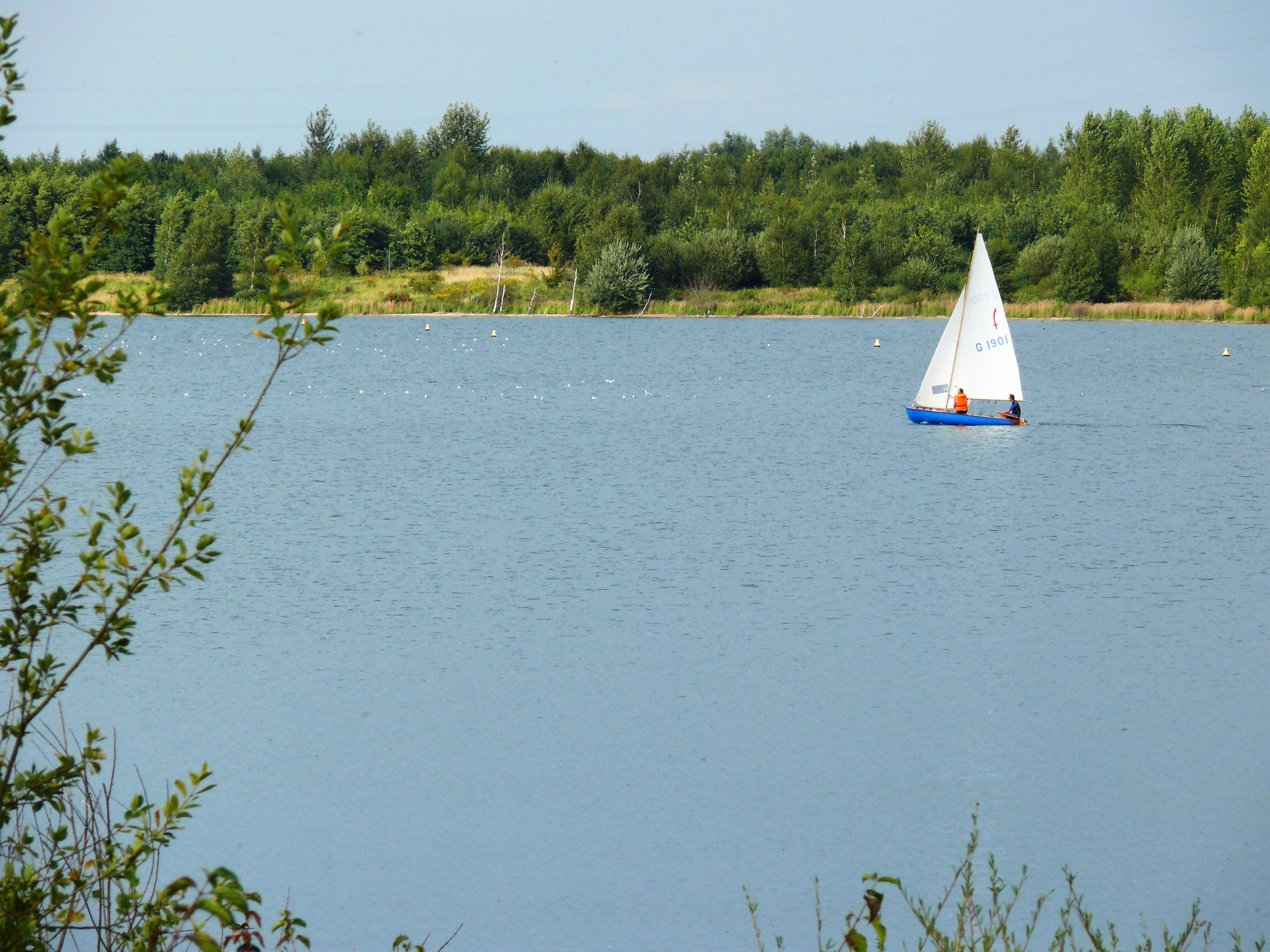
Blausteinsee

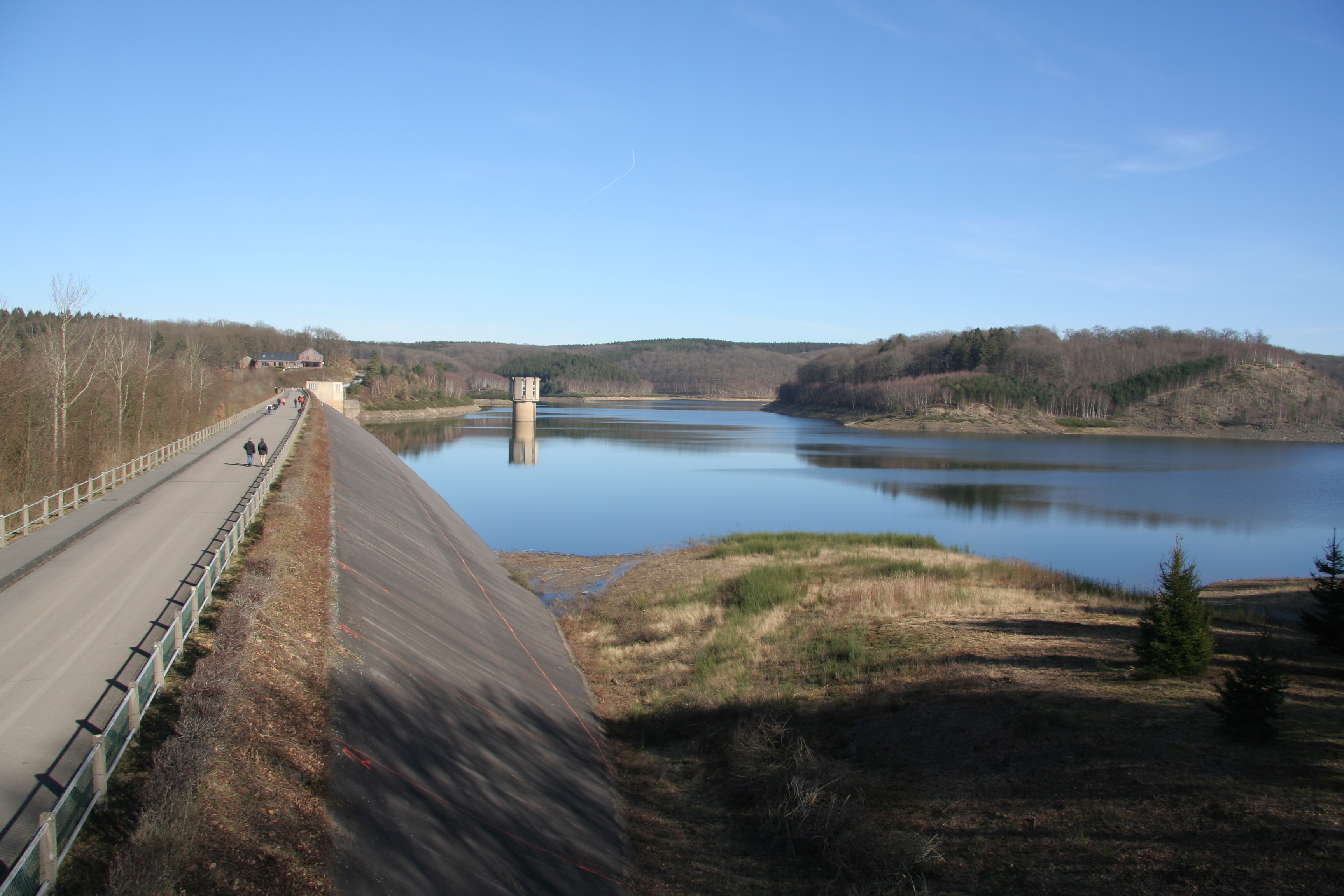
Wehebachtalsperre

Durch das Städteregionsgebiet fließen
- der Broichbach
- die Inde
- die Kall
- der Merzbach
- der Omerbach
- die Pau
- die Rur
- der Saubach
- die Vicht
- die Wehe
- die Wurm.

Im Städteregionsgebiet liegen
- der Blausteinsee
- die Dreilägerbachtalsperre
- die Kalltalsperre
- die Perlenbachtalsperre
- die Rurtalsperre und der Obersee
- die Wehebachtalsperre.

## Geschichte

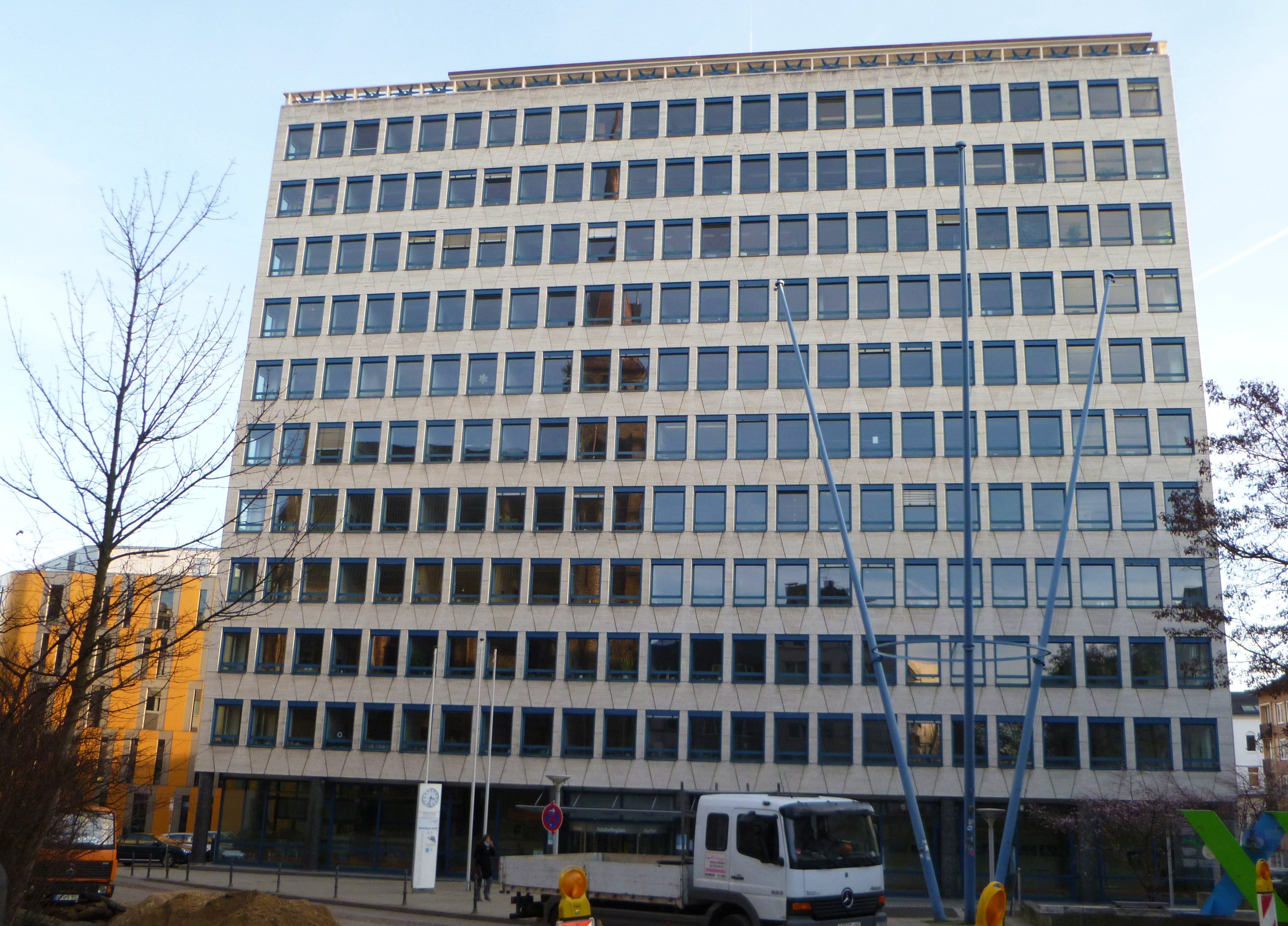
Altes Verwaltungsgebäude Zollernstraße 10; seitlich im Hintergrund Erweiterungsbau 2011

### Rechtsvorgänger Kreis Aachen
Der Kreis Aachen wurde bereits 1972 neu gebildet. Zu jenem Zeitpunkt war die Maxime, dass keine kreisfreie Großstadt in Nordrhein-Westfalen Sitz eines (Umland-)Kreises sein sollte, noch nicht wirksam. In den Kommunalreformen vor 1972 wurden aber bereits einige kleinere kreisfreie Städte in die sie umgebenden Kreise eingegliedert (beispielsweise die Stadt Herford in den gleichnamigen Kreis). Bei den größeren kreisfreien Städten Bielefeld (1973) und Münster (1975) löste man die nach ihnen benannten Kreise konsequent auf und gliederte etliche ihrer Gemeinden in die jeweilige Großstadt ein. Im Falle Aachen wurde jedoch keine weitere Kommunalreform durchgeführt, und so blieb es bei der Trennung von Stadt und Kreis. In Nordrhein-Westfalen blieb die Trennung in Kreis und kreisfreie Stadt ein Sonderfall, wohingegen dies in anderen Bundesländern (vgl. Landkreis Osnabrück und Osnabrück) häufiger anzutreffen ist.

### Zweckverband
Vorläufer der Gebietskörperschaft und des Kommunalverbandes besonderer Art war zunächst ein gleichnamiger kommunaler Zweckverband, der neben den heute in der Städteregion verbundenen Kommunen auch den Kreis Aachen umfasste. Verbandsmitglieder waren also die kreisfreie Stadt Aachen, der Kreis Aachen und dessen neun kreisangehörige Kommunen. Der Zweckverband Aachen wurde durch den Oberbürgermeister Jürgen Linden gemeinsam mit Landrat Carl Meulenbergh im Jahr 2004 vereinbart und 2005 wirksam. Die Zweckverbandsversammlung bestand aus insgesamt 60 stimmberechtigten Vertreterinnen und Vertretern der Verbandsmitglieder. Der Zweckverband als Vorläufer der Gebietskörperschaft hatte sich unter anderem den Ausbau der guten Zusammenarbeit unter den Mitgliedskörperschaften, eine gebündelte Aufgabenwahrnehmung, eine gemeinsame Interessenvertretung und den Ausbau von grenzüberschreitenden Kooperationen zum Ziel gesetzt. Es wurden vor allem gemeinsame Aufgaben im Bereich Straßenverkehrsverwaltung, Schulverwaltung und Wirtschaftsförderung wahrgenommen.
Die Städteregion Aachen hat sich ihrerseits 2012 mit den Kreisen Düren, Euskirchen und Heinsberg zum Zweckverband Region Aachen zum Zwecke der „Strukturentwicklung und grenzüberschreitenden Zusammenarbeit“ zusammengeschlossen.

### Kommunalverband besonderer Art

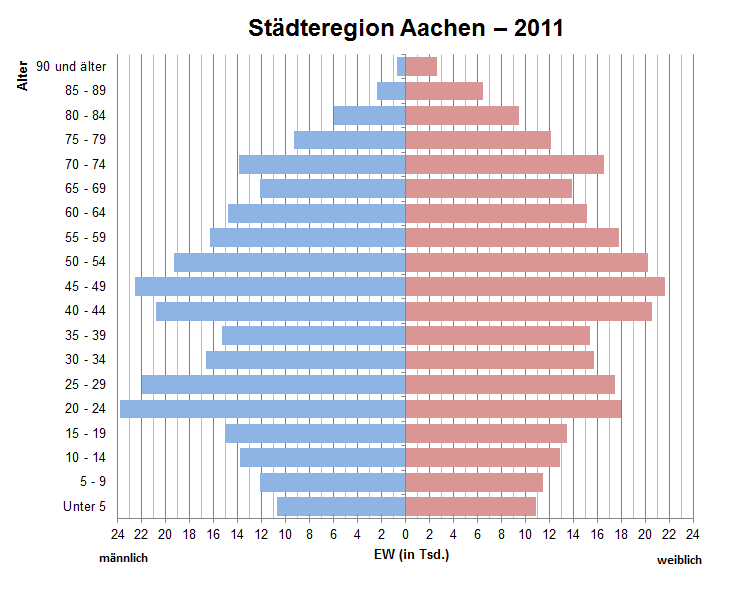
Bevölkerungspyramide für die Städteregion Aachen (Datenquelle: Zensus 2011.)

Per Landesrecht (Aachen-Gesetz) wurde vom nordrhein-westfälischen Landtag die Einrichtung der Städteregion Aachen als ein neuer Kommunalverband besonderer Art und als eine Gebietskörperschaft als Rechtsnachfolgerin des Kreises Aachen zum 21. Oktober 2009 beschlossen. Der Kreis Aachen wurde zeitgleich aufgelöst. Als Vorbild der Gebietskörperschaft diente die Region Hannover. Die Städteregion Aachen erreichte aber im Gegensatz zum Vorbild nicht die Übernahme von Aufgaben der Bezirksregierung. Die Städteregion Aachen übernahm diverse Aufgaben der Kommunen, etwa im Bereich der Verkehrsplanung oder beim Rettungsdienst. Beabsichtigt war, die Region nach außen stärker auftreten zu lassen, nach innen Synergieeffekte zu erzeugen und die Verwaltungsarbeit zu minimieren. Kritiker dieser Zentralisierung weisen darauf hin, dass viele Probleme dezentral besser gelöst werden könnten, wie etwa die Jugendarbeit. Des Weiteren bestehe die Gefahr, dass kleinere Kommunen in der Städteregion insbesondere hinsichtlich der Wirtschaftsförderung benachteiligt und sich so insgesamt schlechter entwickeln würden. So wurden z. B. die Aufgaben des Straßenverkehrsamt Aachen mit Sitz in Würselen am Aachener Kreuz sowie das Gesundheitsamt in den Aachen Arkaden auf die Städteregion übertragen. Durch diese Zusammenschlüsse wurden auch erhebliche Einsparungen vorgenommen. Im Bereich des Gesundheitsamtes sind jedoch mit Aufkommen der COVID-19-Pandemie in Deutschland einige Probleme, nicht nur in der Städteregion zu Tage getreten.

### Konfessionsstatistik
Gemäß dem Zensus 2022 waren 44,3 % der Einwohner katholisch, 12,0 % evangelisch, und 43,7 % waren konfessionslos, gehörten einer anderen Glaubensgemeinschaft an oder machten keine Angabe.
Laut Statistik des Bistums Aachen sank der Anteil der Katholiken an der Gesamtbevölkerung mit 1,7 % im Jahr 2023 und 2,5 % im Jahr 2024.

## Politik
- Linke: 3
- PARTEI: 1
- Grüne: 18
- Piraten: 1
- SPD: 18
- UFW: 1
- FDP: 4
- CDU: 23
- AfD: 3

### Städteregionstag
Der Städteregionstag hat 72 Mitglieder. Die CDU stellte nach den ersten Wahlen zum Städteregionstag am 30. August 2009 mit 27 Abgeordneten die größte Fraktion, gefolgt von der SPD (21), Grüne (11), FDP (6), Linke und UWG (je 3); hinzu kommen ein Fraktionsloser und der Städteregionsrat.
Nach den Wahlen des Städteregionstag am 13. September 2020 bleibt die CDU mit 23 Abgeordneten die größte Fraktion, gefolgt von der SPD (18), Grüne (18), FDP (4), Linke (3), AfD (3), Die PARTEI (1), Piraten (1) und UFW (1); hinzu kommt der Städteregionsrat.
| Wahltag | CDU   | CDU     | SPD   | SPD     | Grüne | Grüne   | Die Linke | Die Linke | FDP  | FDP     | Piraten | Piraten | UFW  | UFW     | REP  | REP     | AfD  | AfD     | UWG  | UWG     | ÖDP  | ÖDP     | Einzelbew. | Einzelbew. | Die PARTEI | Die PARTEI | WIR  | WIR     | ABL  | ABL     | gesamt  | Städteregionsrat   | Städteregionsrat |
| Wahltag | %     | Mandate | %     | Mandate | %     | Mandate | %         | Mandate   | %    | Mandate | %       | Mandate | %    | Mandate | %    | Mandate | %    | Mandate | %    | Mandate | %    | Mandate | %          | Mandate    | %          | Mandate    | %    | Mandate | %    | Mandate | Mandate | Städteregionsrat   | Städteregionsrat |
| --- | ----- | ------- | ----- | ------- | ----- | ------- | --------- | --------- | ---- | ------- | ------- | ------- | ---- | ------- | ---- | ------- | ---- | ------- | ---- | ------- | ---- | ------- | ---------- | ---------- | ---------- | ---------- | ---- | ------- | ---- | ------- | ------- | ------------------ | ---------------- |
| 30.08.2009 | 38,22 | 27      | 29,15 | 21      | 14,79 | 11      | 4,44      | 3         | 8,64 | 6       |         |         |      |         | 1,15 | 1       |      |         | 3,50 | 3       |      |         | 0,10       | –          |            |            |      |         | 0,02 | –       | 72      | Helmut Etschenberg | CDU              |
| 25.05.2014 | 38,02 | 27      | 31,82 | 23      | 13,29 | 10      | 5,41      | 4         | 4,53 | 3       | 3,11    | 2       | 1,14 | 1       | 1,01 | 1       | 0,78 | 1       | 0,89 | –       |      |         |            |            |            |            |      |         |      |         | 72      | Helmut Etschenberg | CDU              |
| 13.09.2020 | 31,86 | 23      | 25,14 | 18      | 24,57 | 18      | 3,70      | 3         | 4,96 | 4       | 1,18    | 1       | 1,03 | 1       |      |         | 4,89 | 3       |      |         | 0,57 | -       |            |            | 2,05       | 1          | 0,05 | -       |      |         | 72      | Tim Grüttemeier    | CDU              |
| Quellen: Städteregion Aachen – Städteregionstagswahl 30.08.2009 – Gesamtergebnis. In: Wahlen in der Städteregion Aachen – Kommunalwahl 2009 (Memento vom 21. Januar 2015 im Internet Archive). Städteregion Aachen, archiviert vom Original (nicht mehr online verfügbar) am 20. Januar 2015; abgerufen am 1. Februar 2015.Städteregion Aachen – Städteregionstagswahl 25.05.2014 – Gesamtergebnis. In: Wahlen in der Städteregion Aachen – Europawahl / Kommunalwahlen 2014 (Memento vom 20. Januar 2015 im Internet Archive). Städteregion Aachen, archiviert vom Original (nicht mehr online verfügbar) am 20. Januar 2015; abgerufen am 1. Februar 2015.Städteregion Aachen – Städteregionstagswahl. Abgerufen am 11. Oktober 2022. |       |         |       |         |       |         |           |           |      |         |         |         |      |         |      |         |      |         |      |         |      |         |            |            |            |            |      |         |      |         |         |                    |                  |

Für die Wahlperiode 2020–2025 haben die CDU und die Grünen vereinbart, ihre seit 2009 existierende Koalition fortzusetzen.

### Städteregionsrat
Zum ersten Städteregionsrat wurde am 30. August 2009 Helmut Etschenberg gewählt.
Bei der Wahl am 15. Juni 2014 war Helmut Etschenberg (CDU) in der Städteregion Aachen nach einem knappen Sieg mit 52,2 Prozent in der Stichwahl gegen Christiane Karl (SPD) in seinem Amt bestätigt und für sechs Jahre gewählt worden.
Am 20. Juni 2018 gab Etschenberg den vorzeitigen Rücktritt zum Ende des Jahres bekannt. Am 4. November 2018 fand der erste Wahlgang von möglicherweise zwei Wahlgängen zum neuen Städteregionsrat statt.
Sechs Kandidaten standen bei der Wahl für die Etschenberg-Nachfolge zur Verfügung:
- Tim Grüttemeier  (CDU) 39,24 %
- Daniela Jansen   (SPD) 27,87 %
- Oliver Krischer  (Grünen) 21,23 %
- Markus Matzerath (AfD) 6,84 %
- Albert Borchardt (Die Linke) 3,31 %
- Marcel Forè      (ÖDP) 1,50 %

Am 18. November 2018 fand die Stichwahl zwischen Tim Grüttemeier (CDU) und Daniela Jansen (SPD) statt. Der CDU-Kandidat wurde mit 52,59 Prozent zum neuen Städteregionsrat bis 2025 gewählt.

### Siegel, Logo, Wappen

Logo der Städteregion Aachen

Das Dienstsiegel des Zweckverbandes war zunächst das kleine Landessiegel mit dem Landeswappen im unteren und der Bezeichnung „Zweckverband StädteRegion Aachen“ als Inschrift im oberen Halbkreis. Das Logo des Zweckverbandes symbolisierte die geografische Lage im Dreiländereck Deutschland, Belgien und Niederlande. Es wird heute von dem Kommunalverband fortgeführt, obgleich es nicht das hoheitliche Wappen ersetzt.
Für die ab dem 21. Oktober 2009 wirksame Gebietskörperschaft wurde kein neues Wappen entworfen. Der Regierungspräsident hat mit Datum vom 28. Mai 2009 der StädteRegion Aachen die offizielle Genehmigung zur Führung des Wappens des ehemaligen Kreises Aachen erteilt. Entworfen wurde es von Wolfgang Pagenstecher. Die Blasonierung des Wappens des Kreises Aachen lautete in der Hauptsatzung des ehemaligen Kreises Aachen:
In Blau ein goldenes (gelbes) Hirschgeweih, auf dessen Grind stehend ein silberner (weißer) Schwan mit schwarzen Füßen, ebensolchem Schnabel und roter Zunge; darüber im Schildhaupt in Gold (Gelb) ein schreitender, rotbezungter, schwarzer Löwe.
Der Löwe im Schildhaupt symbolisiert, dass sich das Gebiet der Städteregion im Wesentlichen aus Gebietsteilen des ehemaligen Herzogtums Jülich zusammensetzt. Der Schwan auf dem Hirschgeweih im blauen Feld steht für die vormalige Reichsabtei Burtscheid und die ehemalige Stadt Burtscheid, auf deren ehemaligem Gebiet sich die Kreisverwaltung des ehemaligen Kreises Aachen sowie auch der Städteregion befindet. Da dieses Gebiet mittlerweile zur Stadt Aachen gehört, wird also auch der Bezug zur Stadt Aachen hergestellt. Burtscheid wurde 1816 Kreisstadt, erhielt 1882 sein Stadtwappen und wurde 1897 nach Aachen eingemeindet. Der schreitende Jülicher Löwe ist außerdem Bestandteil des Wappens von Eschweiler, dessen Kanton die östliche Hälfte des preußischen Landkreises Aachen um Alsdorf, Eschweiler, Stolberg und Würselen bildete.

Schwan im Geweih im Burtscheider Wappen
Jülicher Löwe im Eschweiler Wappen
Kreiswappen

## Behörden
Im Gebiet der Städteregion Aachen sind juristisch die Amtsgerichte Aachen, Eschweiler und Monschau, die dem Bezirk des Landgerichts Aachen angehören, zuständig. Die Städteregion gehört zur IHK Aachen. Fast das gesamte Städteregionsgebiet gehört zum Regionalforstamt „Rureifel-Jülicher Börde“ mit Sitz in Hürtgenwald; der südliche Zipfel gehört zum Nationalparkforstamt „Eifel“, Sitz Schleiden. Mit dem Neubau des Jobcenters an der Krefelder Straße in Aachen ist die Zentrale 2015 von Eschweiler nach Aachen umgezogen.

## Projekte
Die StädteRegion hat ein „Zukunftsprogramm für die StädteRegion Aachen“ veranlasst, wodurch „die Entwicklung des neuen Gemeindeverbandes entlang politischer Leitlinien auf Grundlage unserer administrativen Aufgaben“ gestärkt werden soll. In diesem Zusammenhang werden gemeinsam mit der Aachener Stiftung Kathy Beys 4 mögliche Szenarien für die Zukunft der StädteRegion Aachen entwickelt.
Die StädteRegion kümmert sich im Zuge der Tourismusförderung beispielsweise um die Projekte „Raderlebnis RUR“, „Fahrradfreundliche StädteRegion“ oder „Aktiverlebnisregion“.
Durch weitere Förderprojekte wie beispielsweise den Stifterpreis für ehrenamtliches Engagement, soll in die soziale Zukunft der Städteregion investiert werden.

## Kultur
Neben zahlreichen Veranstaltungen wie CHIO Aachen, Monschau-Marathon, Karlspreis, Eschweiler Music Festival, Öcher Bend und Jungenspielen sind Eschweiler mit dem drittgrößten Rosenmontagszug Deutschlands und Aachen mit dem Orden wider den tierischen Ernst überregional bekannte Karnevalshochburgen. Besonders erwähnenswert sind ferner der Aachener Weihnachtsmarkt und der Monschauer Weihnachtsmarkt.
In allen Kommunen der StädteRegion finden jährlich diverse Veranstaltungen unter dem Thema Kulturfestival X statt. Dazu zählen Lesungen, Ausstellungen, Festivals und vieles mehr.

### Sehenswürdigkeiten und Museen
Mit dem Aachener Dom befindet sich eine UNESCO-Weltkulturerbestätte in der Städteregion. Wie auch das Aachener Rathaus geht der Dom auf die ursprüngliche Pfalzkapelle Karls des Großen zurück. Die Städteregion ist darüber hinaus besonders reich an Burgen, Herrenhäusern und Ruinen. Siehe hierzu die Liste von Burgen, Schlössern und Festungen in der Städteregion Aachen, Liste der jüdischen Friedhöfe in der Städteregion Aachen und Aachener Sehenswürdigkeiten.

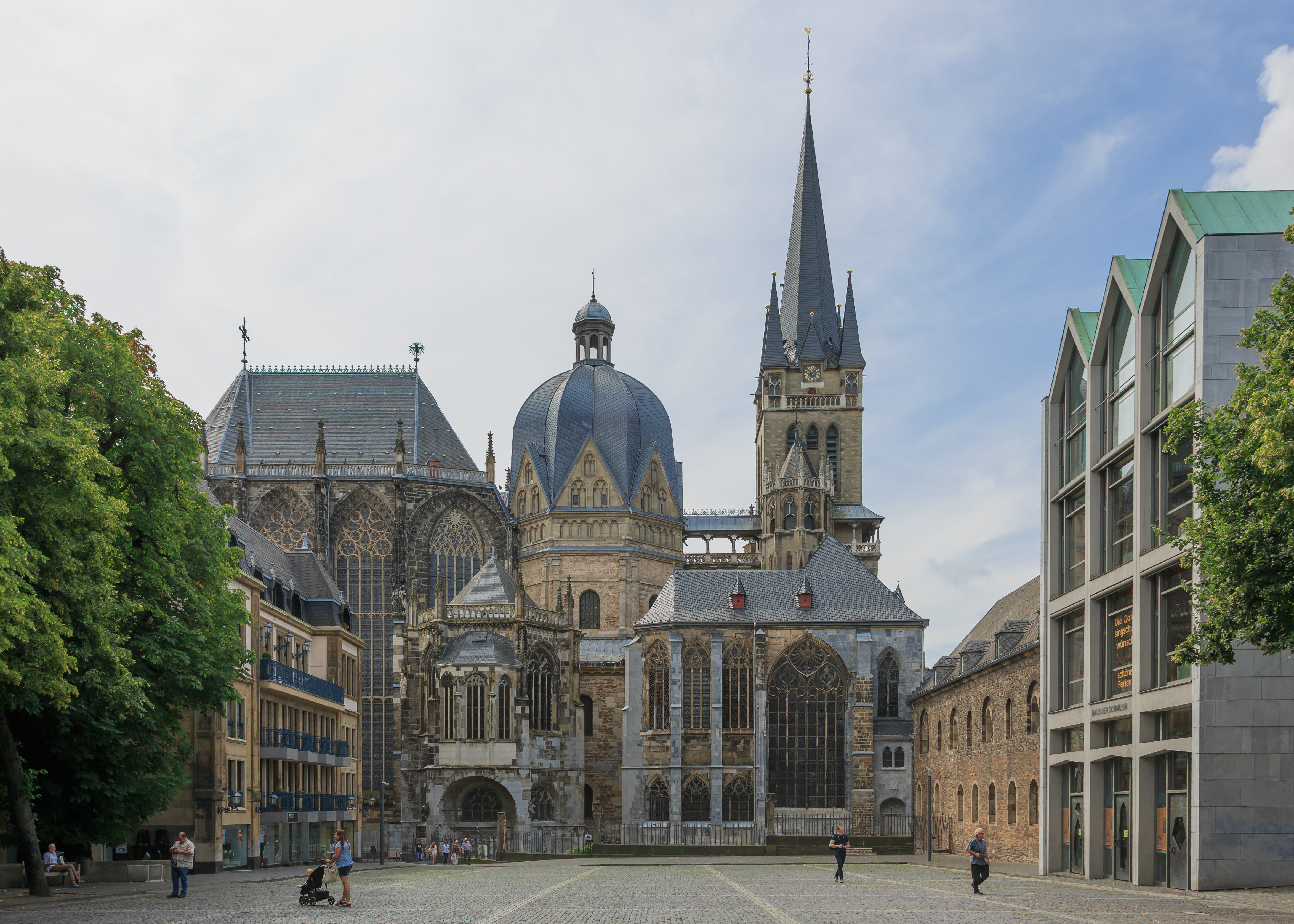
Aachener Dom
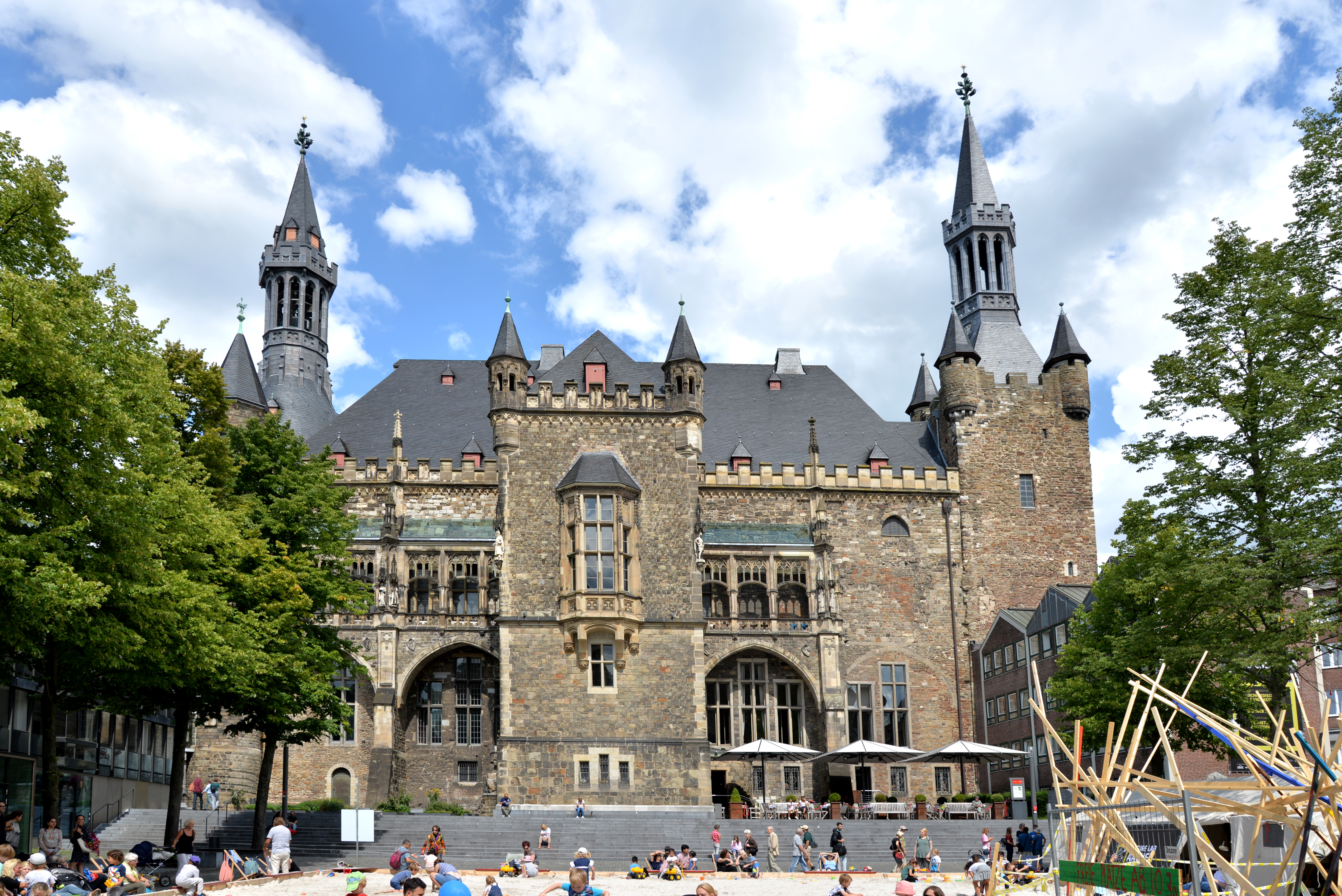
Aachener Rathaus
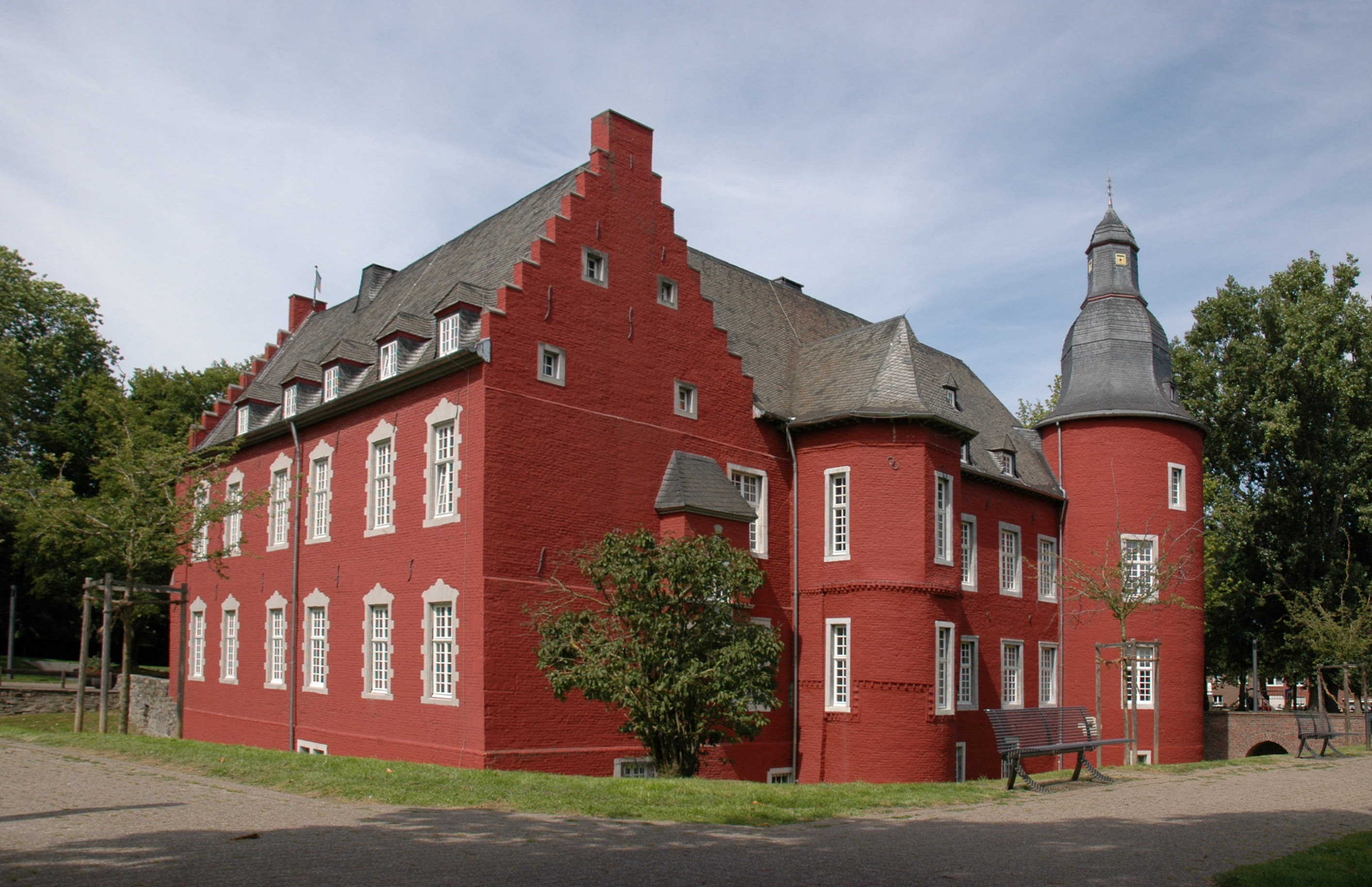
Burg Alsdorf
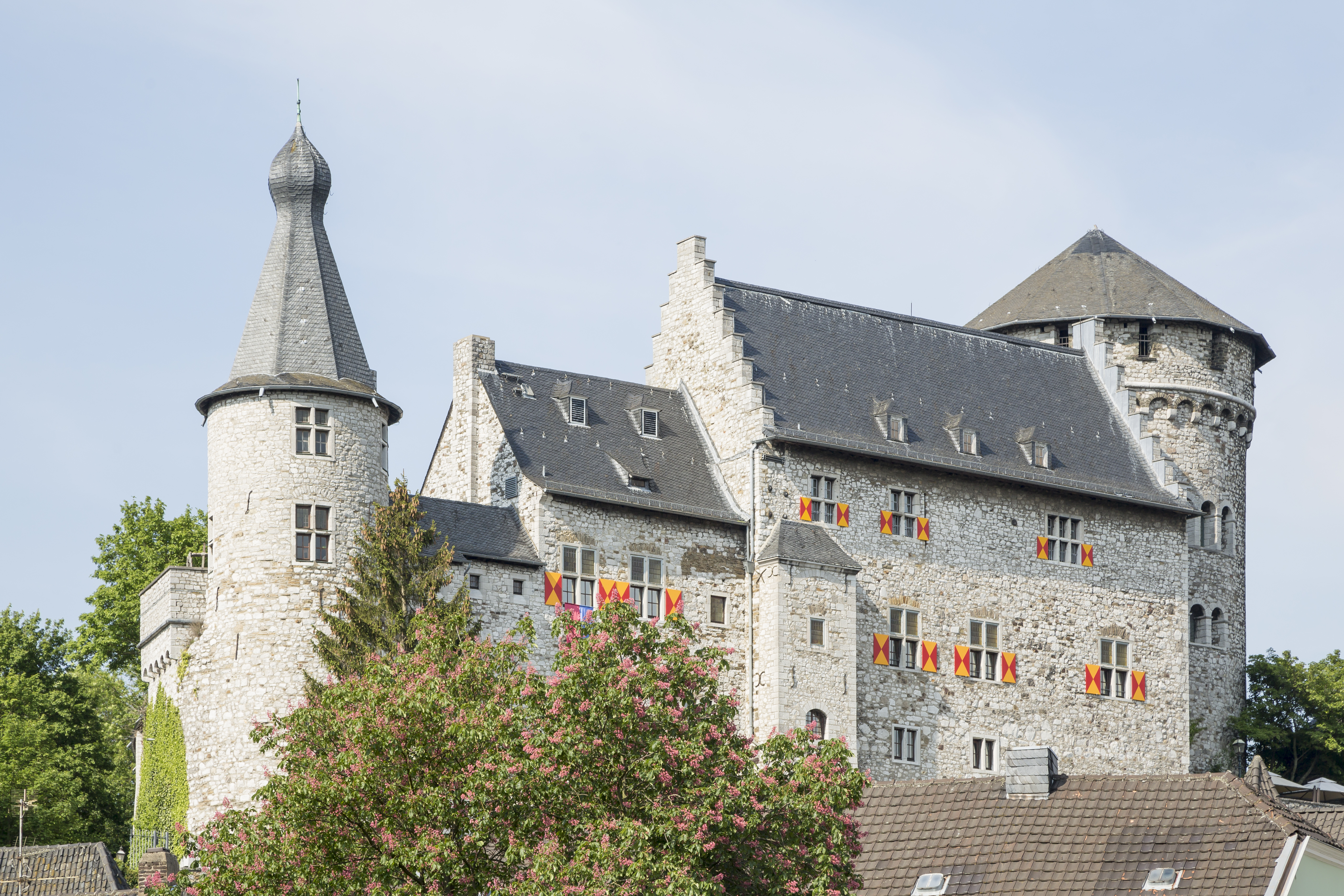
Burg Stolberg
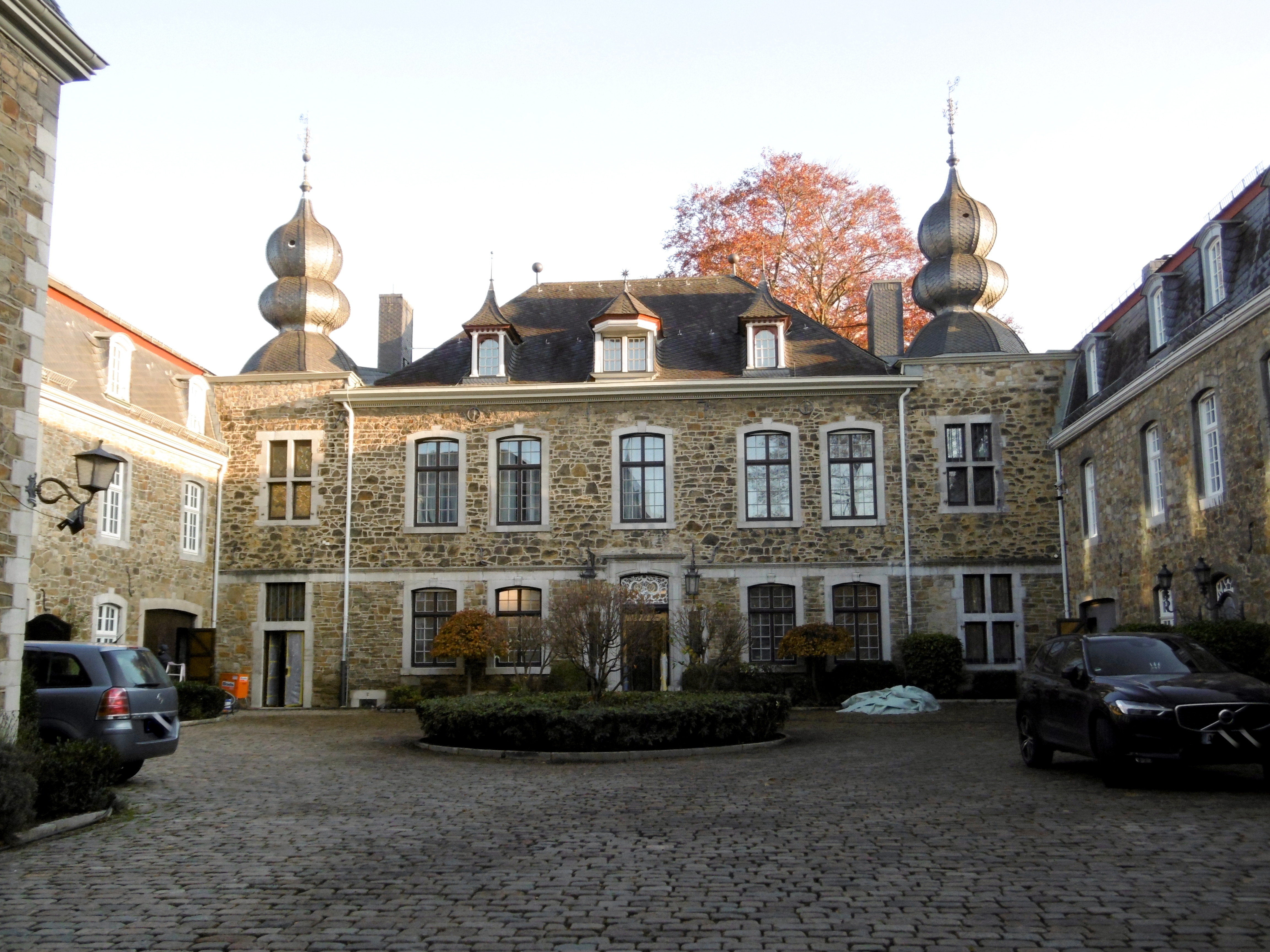
Kupferhof Grünenthal (Kupferstadt Stolberg)
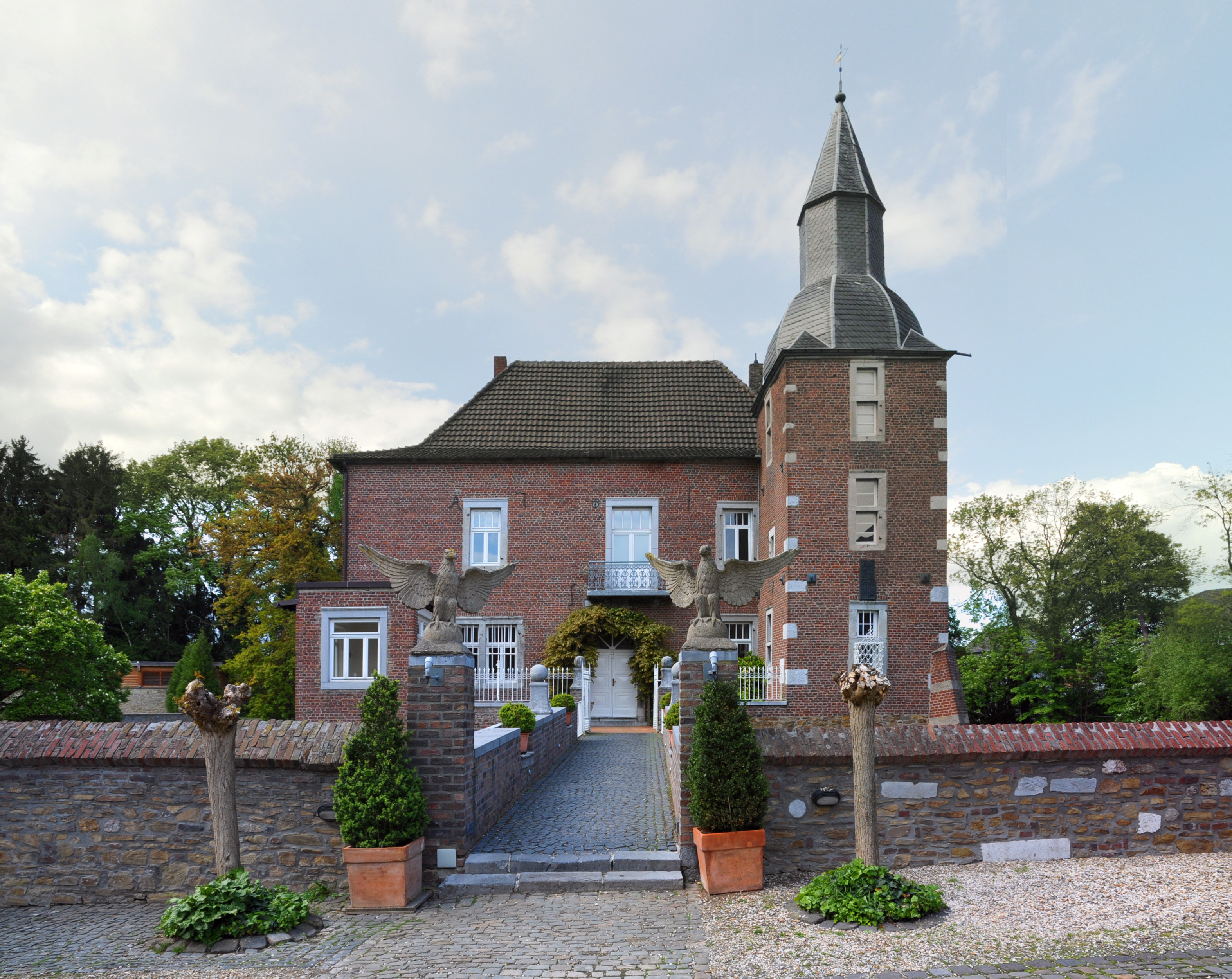
Haus Kambach (Eschweiler)
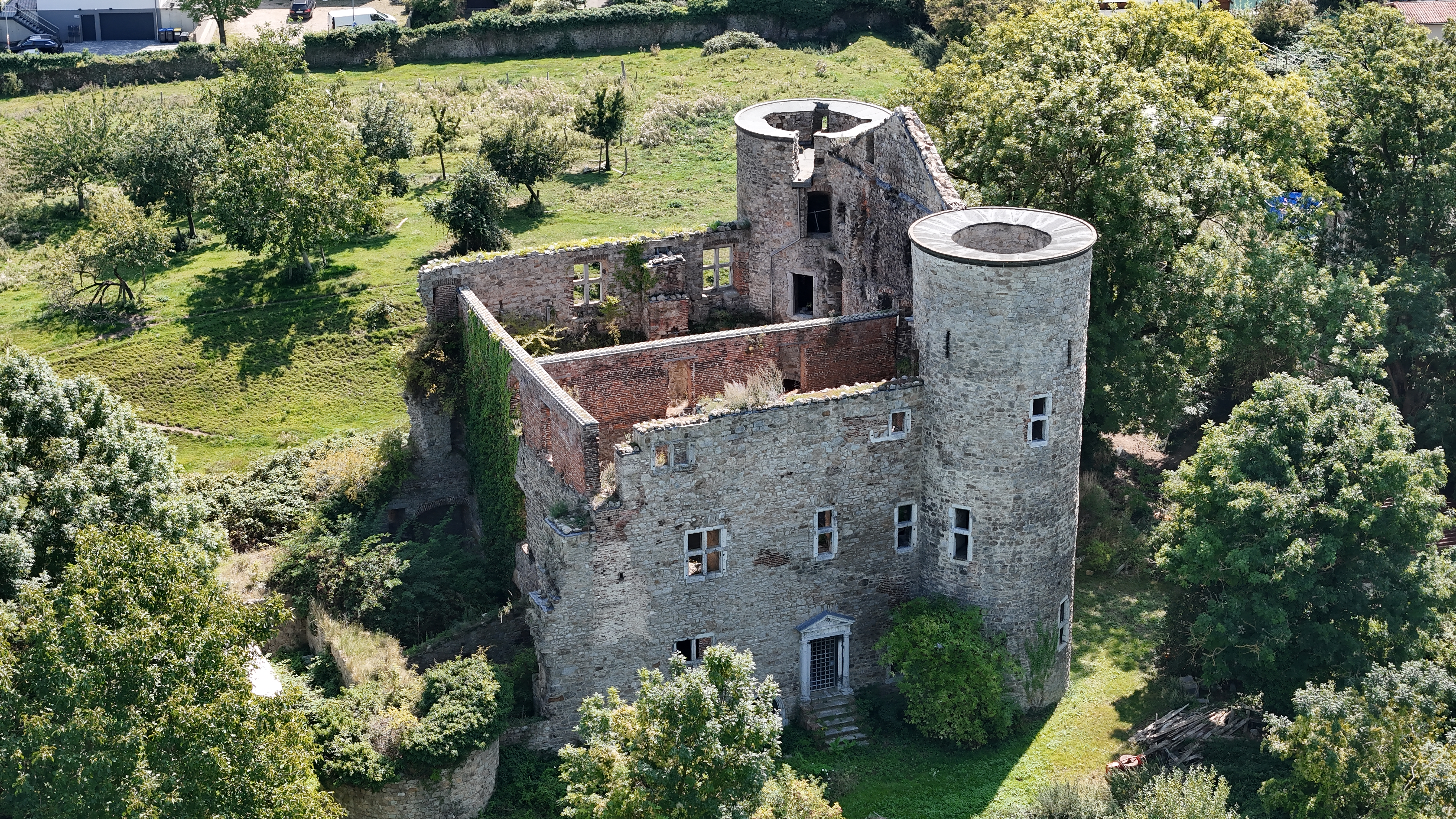
Nothberger Burg (Eschweiler)
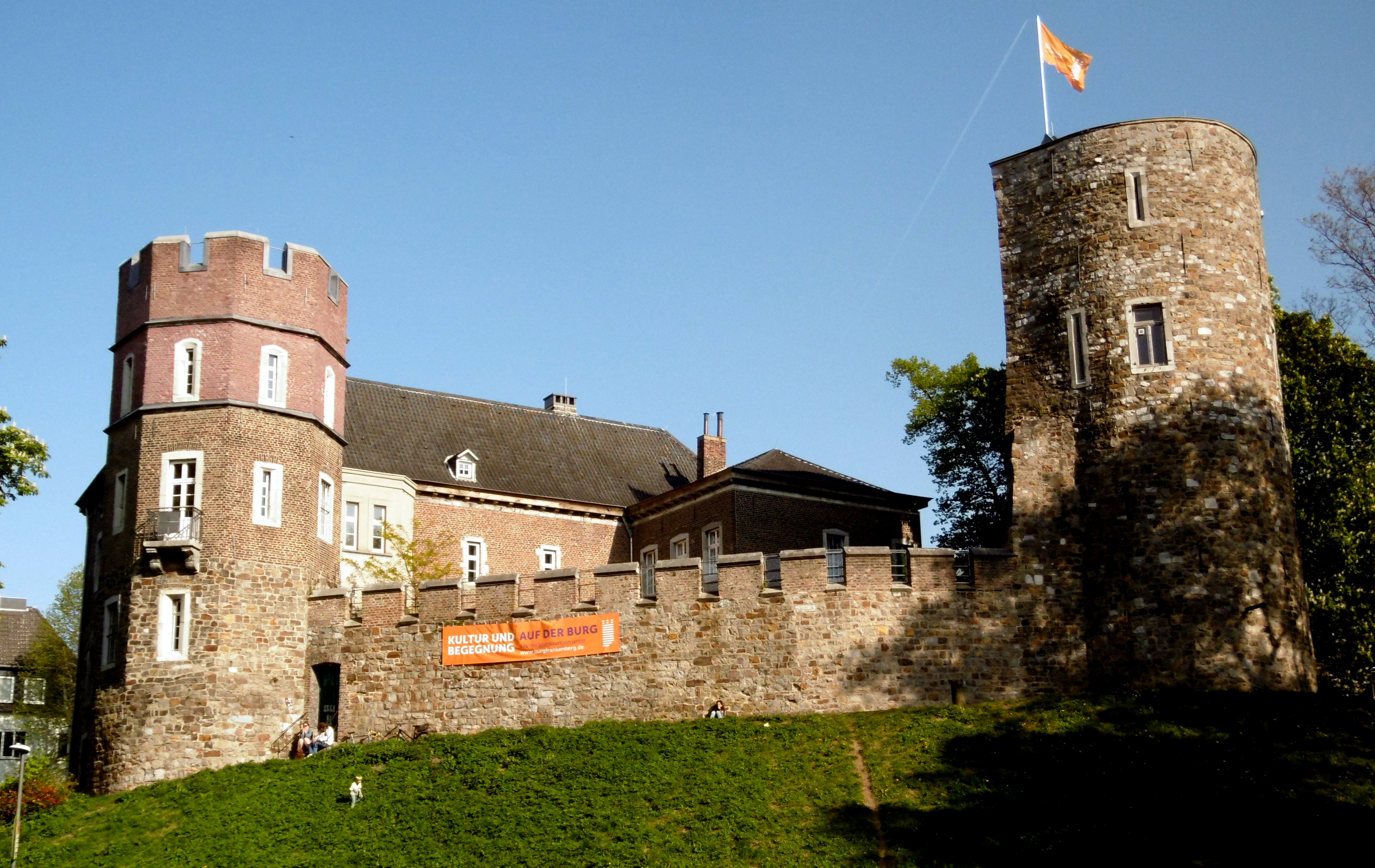
Burg Frankenberg (Aachen)
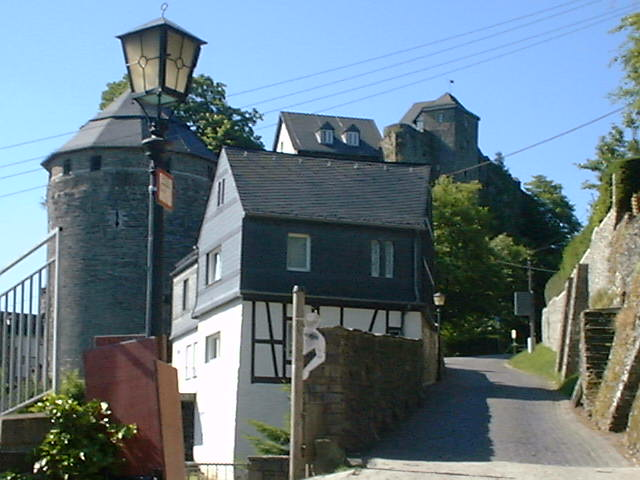
Burg Monschau
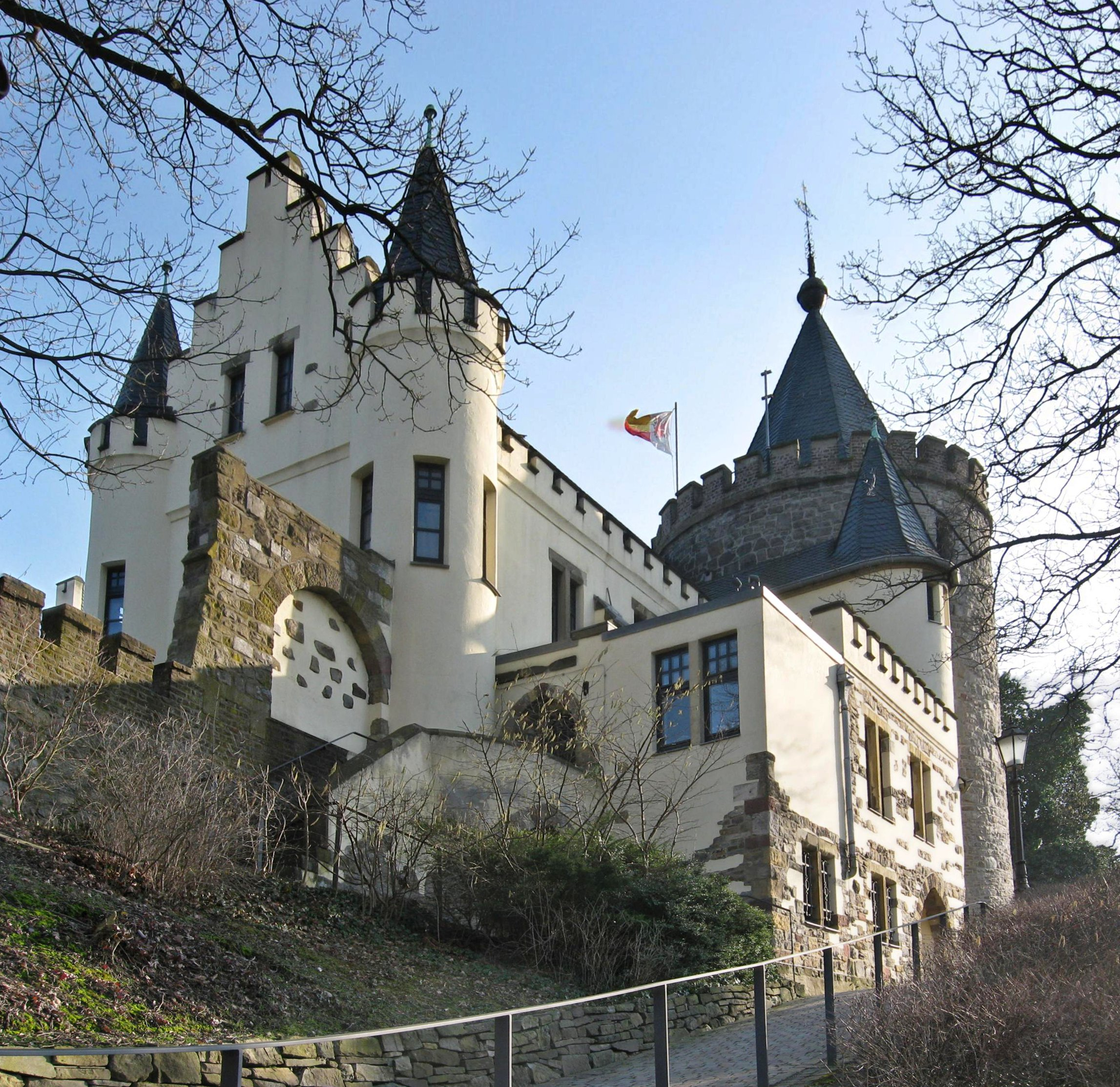
Burg Rode (Herzogenrath)
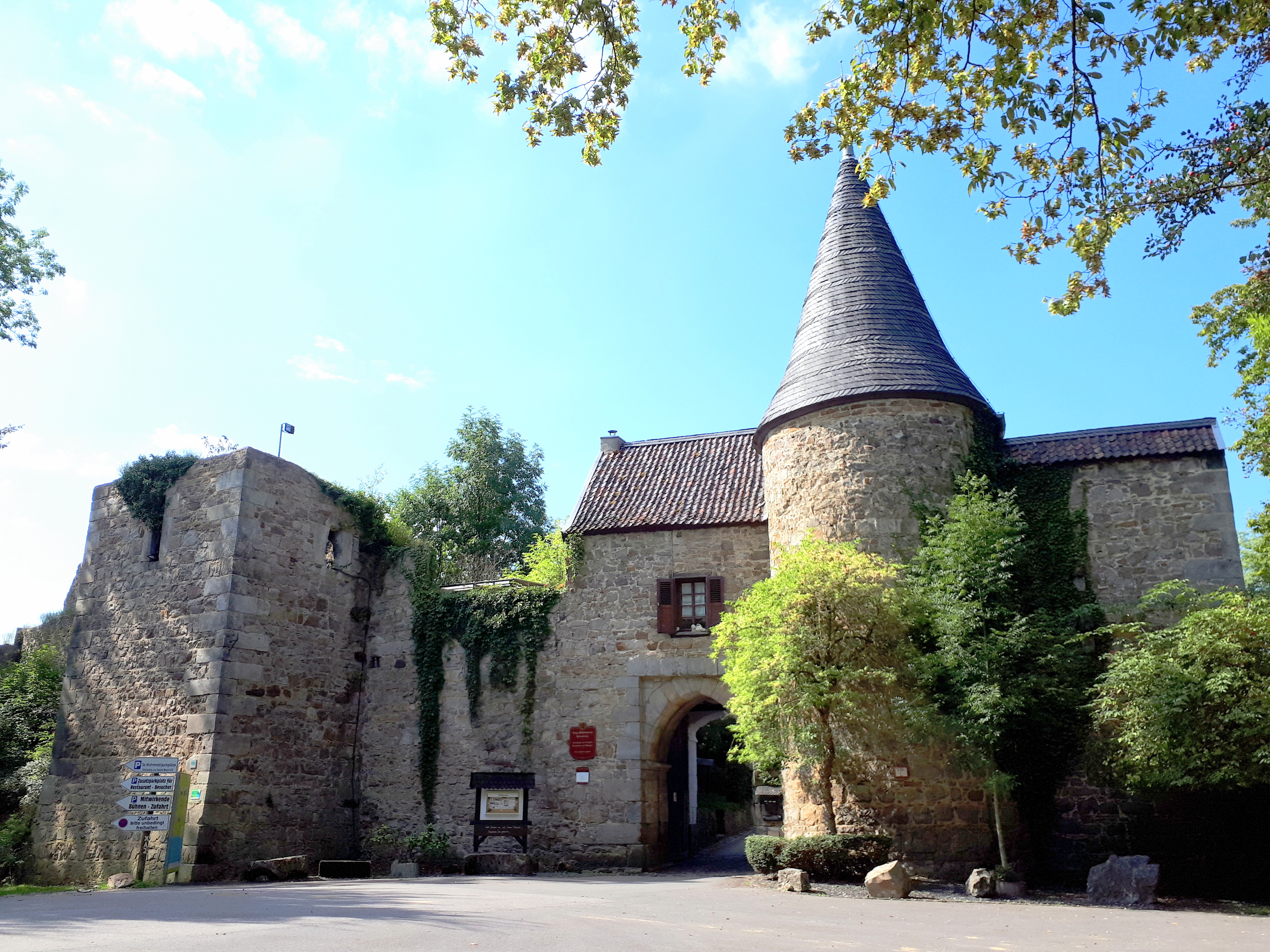
Burg Wilhelmstein (Würselen)

## Verkehr

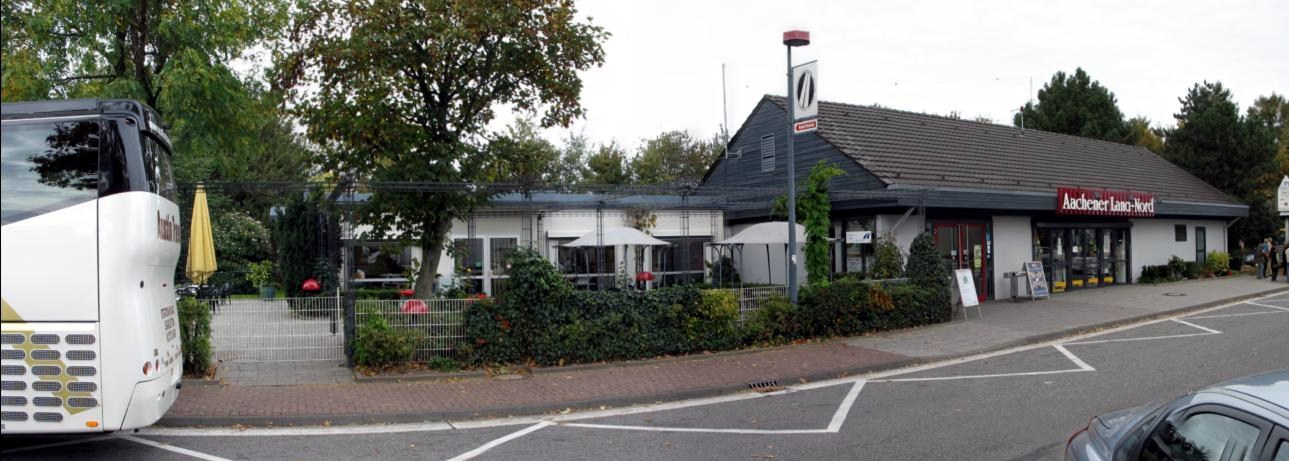
Raststätte an der A 4 bei Eschweiler

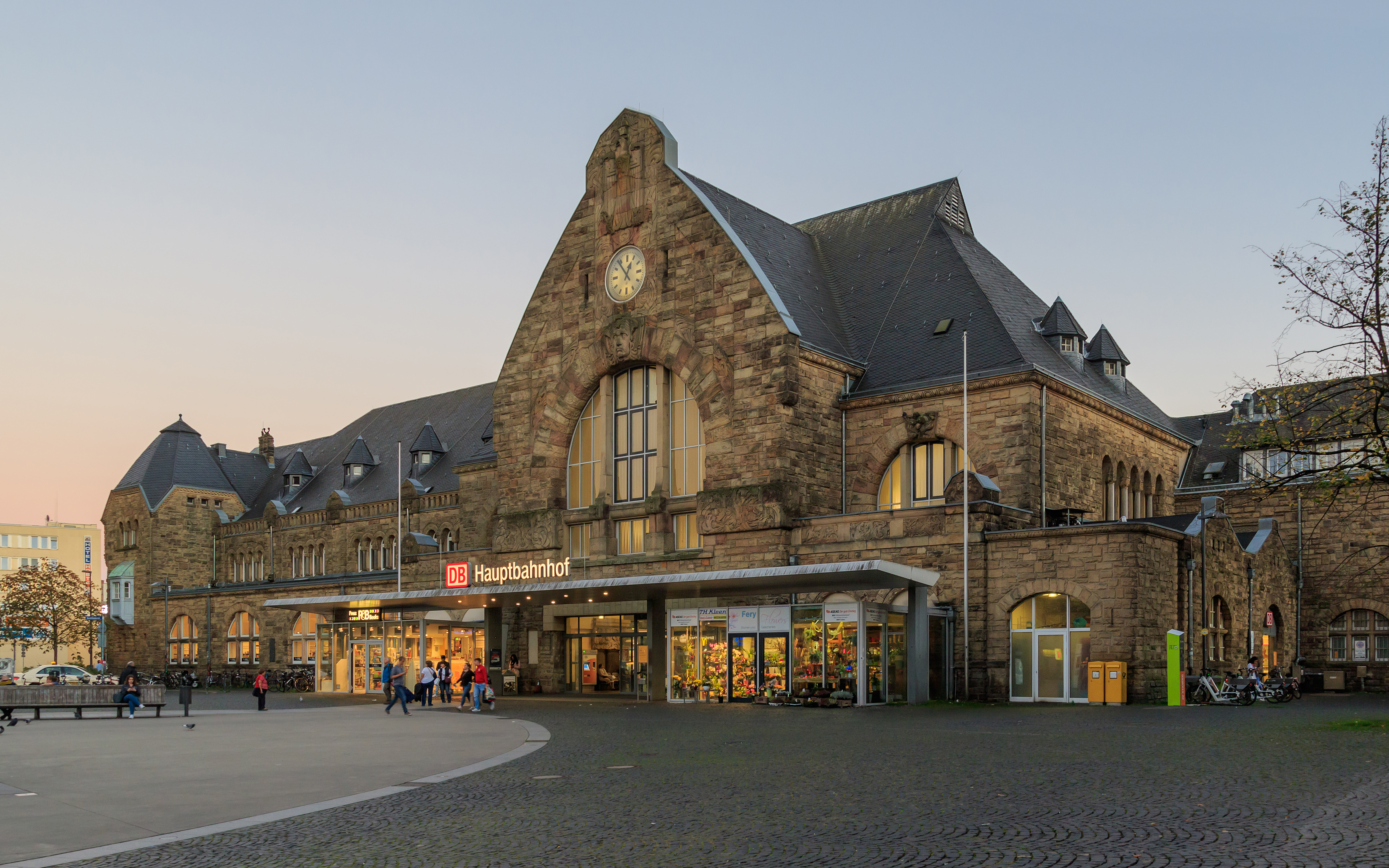
Aachener Hauptbahnhof

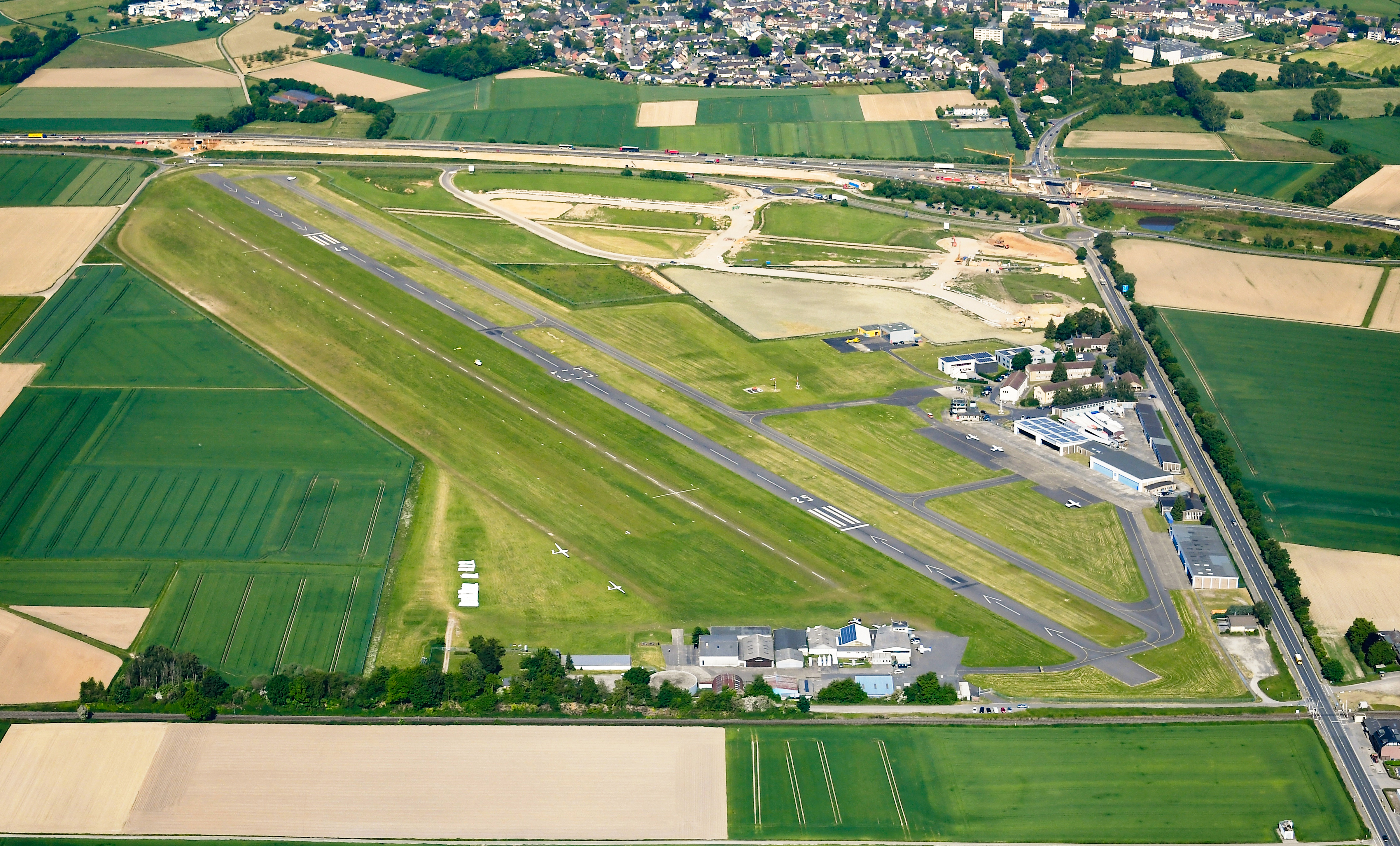
Flugplatz Aachen-Merzbrück in Würselen

### Radfahren
Die Städteregion ist in das Radwegenetz von Nordrhein-Westfalen eingebunden. Rad-Touristiker können sich am System der  Knotenpunkte orientieren.
So wurde aus der Vennbahn ein Radwanderweg und aus der Bahnstrecke Aachen Nord–Jülich ein Radschnellweg. Außerdem ist ein Radschnellweg in der Städteregion mit der Strecke Aachen – Herzogenrath – Kerkrade – Heerlen („Radschnellweg StädteRegion Aachen“, 30 km) geplant.

### Kfz-Kennzeichen
Am 1. Juli 1956 wurde dem Landkreis Aachen und der kreisfreien Stadt Aachen bei der Einführung der bis heute gültigen Kfz-Kennzeichen das Unterscheidungszeichen AC zugewiesen, wobei der Landkreis Aachen nur Erkennungsnummern der Gruppe c (zwei Buchstaben, drei Ziffern, also AA 100 bis ZZ 999) ausgab. Alle anderen Kombinationen wurden von der Stadt Aachen ausgegeben. Das Unterscheidungszeichen AC wird in der Städteregion Aachen durchgängig bis heute ausgegeben. Seit dem 2. Juli 2013 ist auch das Unterscheidungszeichen MON (Monschau) erhältlich, das bis 1971 im damaligen Kreis Monschau vergeben wurde.

### Straßen
Durch das Städteregionsgebiet verlaufen die Bundesautobahnen A 4 mit der Raststätte Aachener Land, A 44 und A 544.
Bundesstraßen sind die B 1,  B 1a, B 56, B 57, B 258, B 264, B 266 und B 399.
Das Straßenverkehrsamt befindet sich in Würselen mit einer Außenstelle in Monschau.

### Eisenbahnen und öffentlicher Personennahverkehr
Die Städteregion liegt im Gebiet des Aachener Verkehrsverbunds. Bahnstrecken führen in Richtung Heerlen, Mönchengladbach, Düsseldorf, Düren, Köln und Lüttich.
Die Regio Aachen ist seit 1841 von der Schnellfahrstrecke Köln–Aachen und seit 1852 von der Bahnstrecke Aachen–Mönchengladbach durchzogen.
Die Euregiobahn betreibt einen Schienenpersonennahverkehr zumeist auf den Nebenstrecken. Es wurden folgende Strecken reaktiviert und erneuert, dies ist die Bahnstrecke Stolberg–Herzogenrath sowie teilweise die Bahnstrecke Mönchengladbach–Stolberg und Bahnstrecke Stolberg–Walheim.
Die wichtigsten Personenbahnhöfe sind Aachen Hbf, Aachen-Rothe Erde, Aachen-Schanz, Aachen-West, Eschweiler Hbf, Eschweiler-Talbahnhof, Herzogenrath und Stolberg (Rheinl) Hbf.
Der öffentliche Personennahverkehr in der Region wird vom Aachener Verkehrsverbund organisiert.
Bei der Initiative Aachen im Jahr 2017 wurde erstmals das Projekt Regiotram Aachen vorgestellt. Die Regiotram soll über eine geplante Strecke beginnend am Aachener Hauptbahnhof entlang der Krefelder Straße (B57) bis nach Baesweiler und zurück fahren. Eine Anbindung an den Flugplatz Aachen-Merzbrück wird ebenfalls in der Planung berücksichtigt. Das Projekt befindet sich aktuell in einer Machbarkeitsprüfung.

### Luftanbindung
Der internationale Flughafen Maastricht Aachen Airport liegt etwa 35 Kilometer von der Städteregion entfernt bei der niederländischen Stadt Maastricht. Er wird unter anderem von Transavia und Ryanair im Charterverkehr angeflogen.
Die Flughäfen Köln/Bonn und Düsseldorf in rund 80 Kilometer Entfernung können mit der Eisenbahnlinie RE 1 sowie mit den Linien RE 4 und S 11 erreicht werden.
Für Geschäftsreiseflugzeuge gibt es den Flugplatz Aachen-Merzbrück an der A44 beziehungsweise L223 (früher B264) zwischen Broichweiden und Röhe.

## Wirtschaft

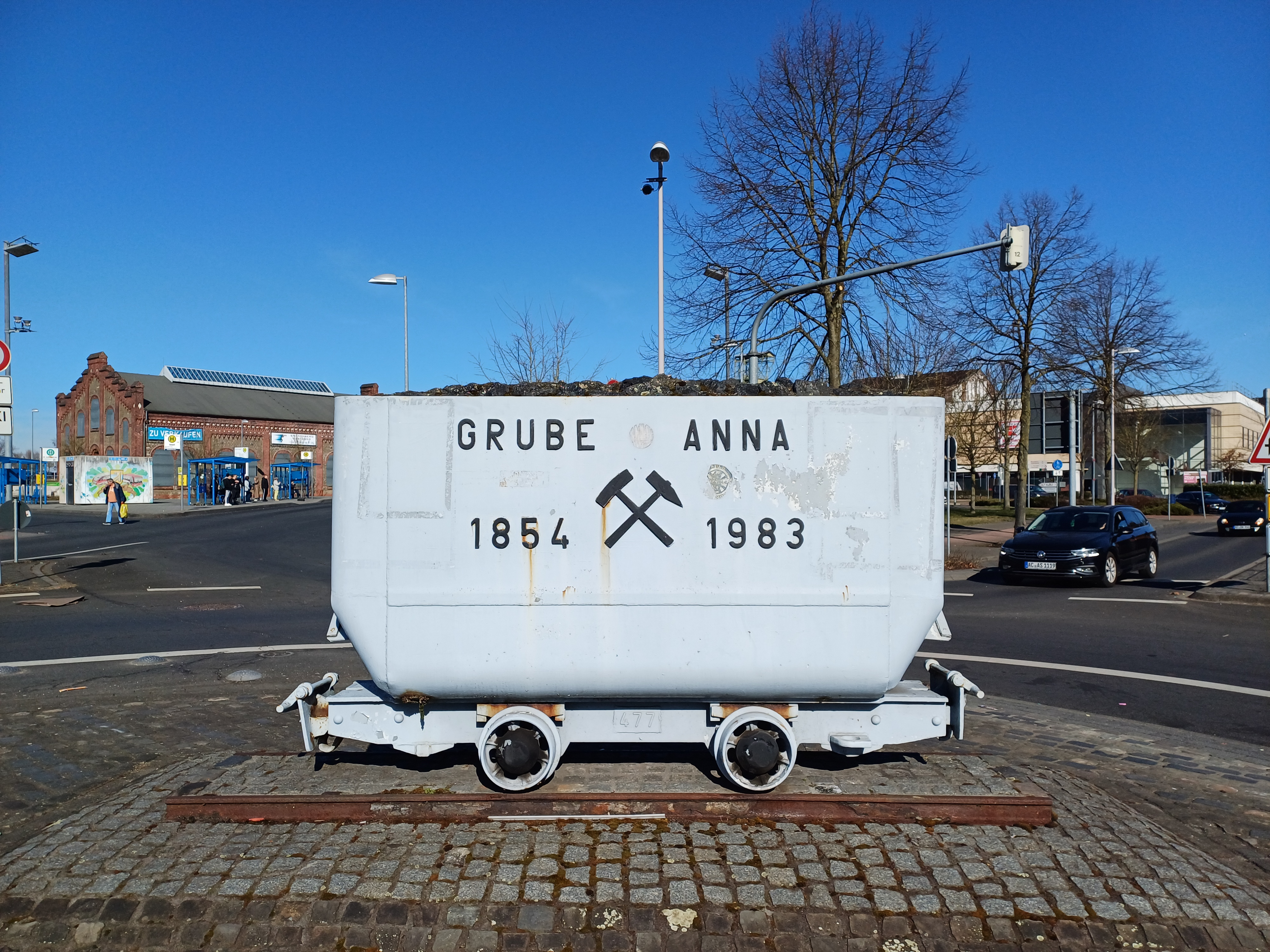
Bergbau in Alsdorf

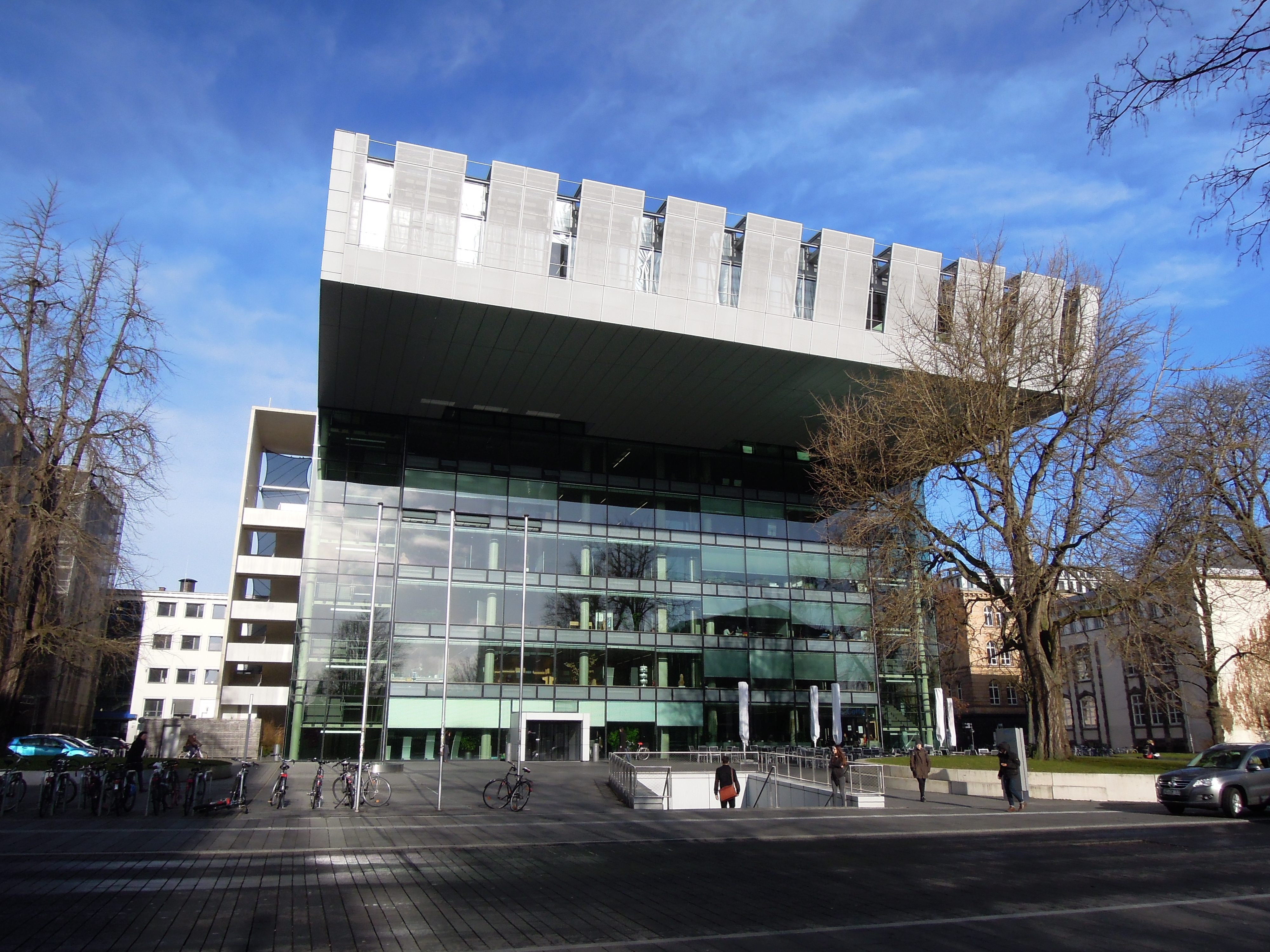
SuperC der RWTH Aachen

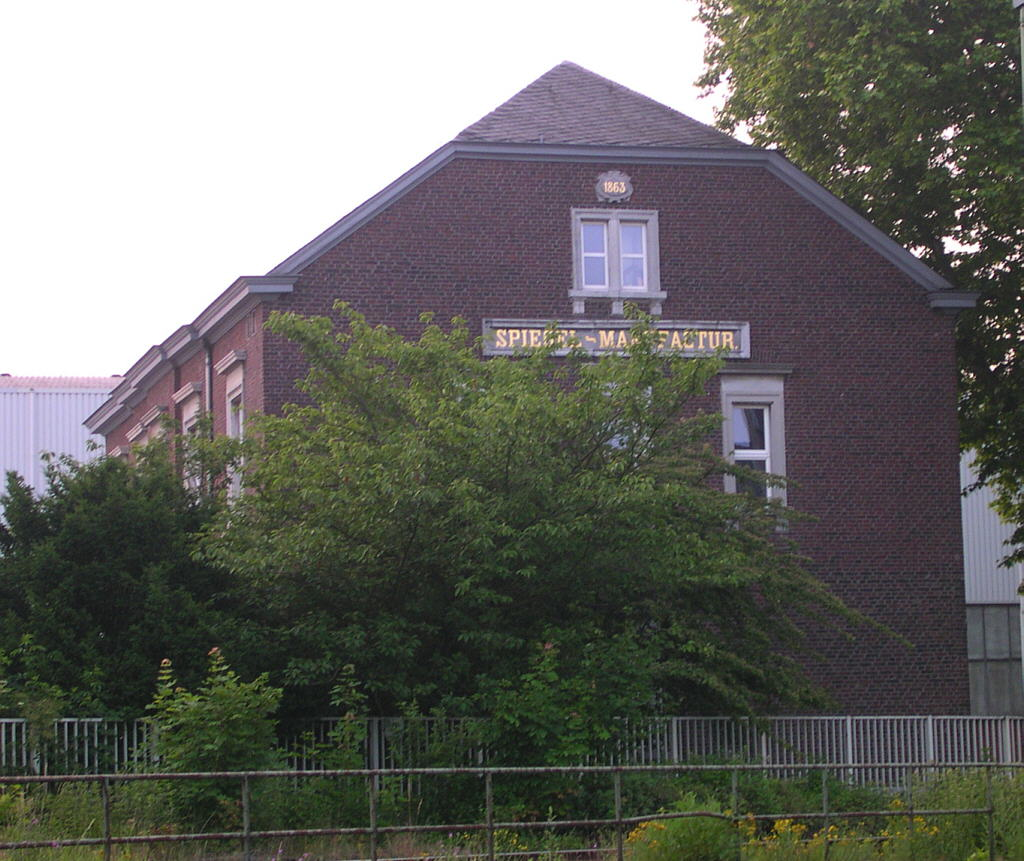
Spiegelmanufaktur in Stolberg

### Strukturelle Übersicht
Im Jahre 2016 betrug das Bruttoinlandsprodukt der Region 20,537 Milliarden Euro und belegte damit Rang 16 in der Rangliste der deutschen Städte nach Wirtschaftsleistung. Das BIP pro Kopf lag im selben Jahr bei 37.124 Euro (Nordrhein-Westfalen: 37.416 Euro, Deutschland 38.180 Euro). In der Städteregion Aachen waren 2017 ca. 301.300 Personen beschäftigt. Die Arbeitslosenquote lag im Dezember 2018 bei 6,5 Prozent und damit leicht über dem Durchschnitt von Nordrhein-Westfalen mit 6,4 Prozent.
Im sogenannten Zukunftsatlas 2016 belegte die Städteregion Aachen Platz 161 von 402 Landkreisen, Kommunalverbänden und kreisfreien Städten in Deutschland und zählt damit zu den Regionen mit „ausgeglichenem Chancen-Risiko-Mix“. In der Ausgabe von 2019 lag sie auf Platz 101 von 401.
In wirtschaftsstruktureller Hinsicht ist das Gebiet der Städteregion Aachen viergeteilt: im Norden liegt der sogenannte Nordkreis – im Wesentlichen das ehemalige Wurmrevier – mit den Städten Alsdorf (48.810 Einwohner), Baesweiler (29.206 Einwohner), Herzogenrath (48.574 Einwohner) und Würselen (40.145 Einwohner). Dort gibt es vorwiegend traditionelle Glas-, Nadel- und Nahrungsmittelindustrie sowie seit neuerer Zeit zusätzlich technologieorientierte und mittelständischen Unternehmen.
Im Süden wird der Südkreis oder Altkreis Monschau von der Stadt Monschau (12.389 Einwohner) und den Gemeinden Roetgen (8786 Einwohner) und Simmerath (16.612 Einwohner) gebildet. Er bildet als Teil des Naturparks Hohes Venn-Eifel und dem darin gelegenen Nationalpark Eifel nebst Gebiet um die Rurtalsperre den Fremdenverkehrsschwerpunkt der Städteregion.
Zwischen dem Nord- und dem Südkreis liegt der Raum Eschweiler-Stolberg mit den beiden traditionsreichen Industriestädten Eschweiler (57.534 Einwohner) und Stolberg (57.684 Einwohner). Dies ist im Wesentlichen das ehemalige Inderevier. Hier nahmen beispielsweise der Hoesch- und der Thyssen-Konzern ihren Anfang. Glas-, Kunststoff- und vor allem Metallverarbeitungsbetriebe sind hier heute ebenso ansässig wie Firmen aus dem chemischen und pharmazeutischen Wirtschaftszweig. Darüber hinaus ist in beiden Städten eine Vielzahl von mittleren und kleinen Betrieben ansässig, wobei Eschweiler seinen Schwerpunkt auf Einzelhandel besonders in der Innenstadt legt. Während Stolberg mit seinen zahlreichen Kupferhöfen sich „Älteste Messingstadt der Welt“ nennt, legten für Eschweiler der 1834 gegründete Eschweiler Bergwerks-Verein und der Eschweiler Kohlberg den Beinamen „Wiege des rheinischen Bergbaus“ nahe. Die gemeinsamen Bodenschätze der Kupferstadt Stolberg und der Indestadt Eschweiler sind Steinkohle, Braunkohle, Zink und weitere Erze. Die hohe Industrialisierung hinterließ aber auch Umweltschäden wie die Gressenicher Krankheit, die Bleikinder und die Vegla-Polder. Andererseits findet sich auf Stolberger Stadtgebiet die einzigartige Galmeiflora.
Siehe auch: Liste von Bergwerken in der Städteregion Aachen
Der Rückzug des Steinkohlenbergbaus führte in den 1980er Jahren in Wurm- und Inderevier zu einer großen Aufbruchstimmung. Eine Vielzahl von zukunftsweisenden Projekten sind geplant oder bereits in Angriff genommen. Dazu zählt u. a. die Erschließung von großflächigen Industrie- und Gewerbegebieten. Im ehemaligen Braunkohlentagebau „Zukunft“ ist der Blausteinsee entstanden, ein überregionales Freizeit- und Erholungsgebiet im Rahmen des Indelands.
Die Stadt Aachen als zu guter Letzt vierter Teil ist mit zahlreichen Unternehmen und Forschungszentren ein herausragender Wirtschafts- und Wissenschaftsstandort in der Städteregion. Traditionell war in Aachen Nadel- und Tuchindustrie angesiedelt. Siehe hierzu: Geschichte der Nadelindustrie in Aachen, Geschichte der Tuchindustrie in Aachen, Aachener Unternehmen, RWTH Aachen und Universitätsklinikum Aachen.

### Bedeutende Unternehmer und Unternehmerfamilien

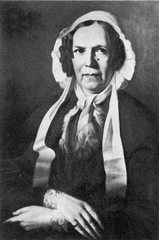
Christine Englerth (1767–1838) gründete die erste deutsche Bergbau-Aktiengesellschaft EBV

| - James Cockerill - Familie Englerth - Familie Hoesch - Familie Neuman - Henry Joseph Napoléon Lambertz - Hugo Merckens | - Familie Peltzer - Familie Prym - Familie Scheibler - Familie Schleicher - William Prym - Barthold Suermondt | - Johann Hugo Jacob Talbot - August Thyssen - Friedrich Thyssen - Michael Wirtz - Johann Peter Wültgens |

### Medizinische Versorgung

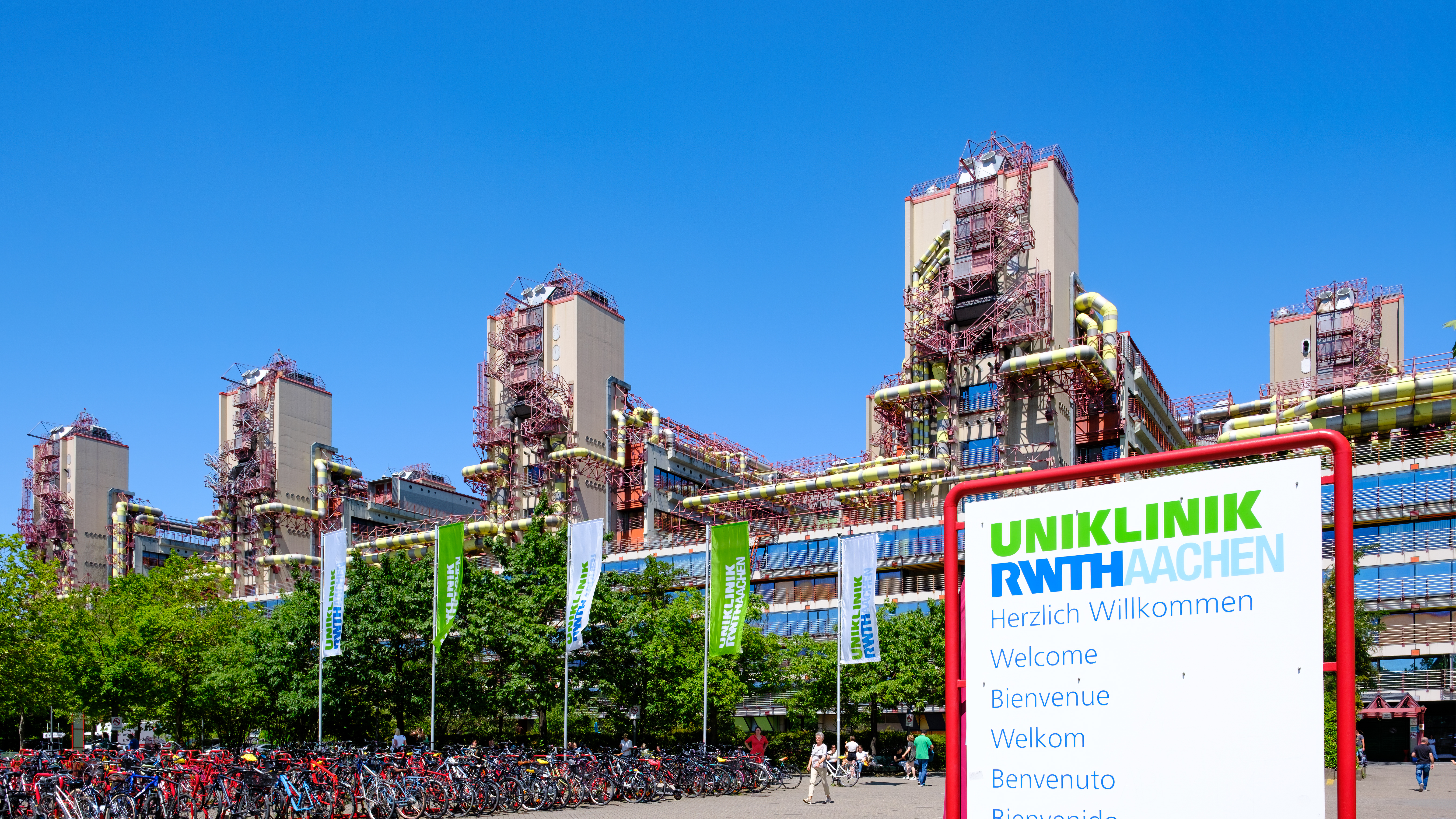
Universitätsklinikum Aachen

In der Städteregion Aachen befinden sich die folgenden Krankenhäuser:
- Aachen
  - Alexianer-Krankenhaus
  - Franziskushospital
  - Luisenhospital
  - Marienhospital
  - Universitätsklinikum Aachen
- Eschweiler
  - St.-Antonius-Hospital
- Simmerath
  - Eifelklinik St. Brigida
- Stolberg (Rhld.)
  - Bethlehem Gesundheitszentrum Stolberg
- Würselen
  - Rhein-Maas Klinikum

## Bildung und Jugendeinrichtungen
In der Städteregion gibt es zahlreiche Kindergärten und Kindertagesstätten sowie 98 Grundschulen, 7 Förderschulen, 23 Gymnasien, 16 Hauptschulen, 14 Realschulen, 9 Gesamtschulen und 8 Berufskollegs.
Fünf Hochschulen mit bis zu 50.000 Studenten sind in der Städteregion ansässig, sämtlich auf dem Gebiet der Stadt Aachen: die RWTH Aachen, die FH Aachen sowie eine Abteilung der Katholischen Hochschule Nordrhein-Westfalen; außerdem Standorte der Musikhochschule Köln und der Hochschule für Polizei und öffentliche Verwaltung Nordrhein-Westfalen.
Darüber hinaus existieren unterschiedliche Freizeittreffpunkte für Kinder und Jugendliche in der Städteregion wie offene Jugendtreffs oder Jugendzentren.

## Medien
Seit dem 4. Oktober 2010 sendet Antenne AC als gemeinsames kommerzielles Lokalradio und ist damit der Nachfolger von 107.8 Antenne AC (Kreis Aachen) und Radio Aachen (Stadt Aachen). Auf den lokalen Sendeplätzen des öffentlich-rechtlichen Radiosenders WDR 2 berichtet das WDR Studio Aachen in der Karmeliterstrasse über Aachen und die Region. In Aachen betreiben Studierende das Hochschulradio Aachen.
Einige in der Grenzregion zu Belgien empfangbare deutschsprachige belgische Regionalsender zählen deutsche Hörer in der Städteregion zu ihrer Zielgruppe und gestalten ihr Programm entsprechend, zum Beispiel 100’5 Das Hitradio oder ehemals Fantasy Dance FM. Allgemein übersteigt die Anzahl der empfangbaren UKW-Sender aus Belgien und den Niederlanden deutsche Sender bei weitem.
In den Kabelnetzen von NetAachen und Unitymedia sowie auf DVB-T2 außerdem über SES Astra berichtet der Westdeutsche Rundfunk mit seinem WDR Studio Aachen auf seinen lokalen TV-Sendeplätzen über Aachen und die Region.

## Partnerschaft
Als Rechtsnachfolgerin des Kreises Aachen führt die Städteregion Aachen die im März 1990 vereinbarte und im Februar 2000 bekräftigte Partnerschaft mit dem Landkreis Jeleniogórski mit der Kreisstadt Jelenia Góra weiter. Nach einem Kreistagsbeschluss wurden im Oktober 1985 Verhandlungen mit der polnischen Botschaft zum Zwecke einer Partnerschaft mit einem polnischen Verwaltungsbezirk aufgenommen. Nach der Verwaltungsreform in Polen im Jahre 1999 musste der Übertragung der Partnerschaft auf den neu gebildeten polnischen Landkreis beschlossen werden.
Unter dem Siegel Region Charlemagne (= Region Karl der Große) strebt die Städteregion Aachen eine noch engere Zusammenarbeit über die Grenzen hinaus in der Euregio Maas-Rhein an, besonders in Bezug auf den Nahverkehr und Fremdsprachunterricht. Enge Verzahnungen bestehen bereits mit der Parkstad Limburg und der Deutschsprachigen Gemeinschaft Ostbelgiens.